# 丸山ダム
丸山ダム（まるやまダム）は、岐阜県加茂郡八百津町と可児郡御嵩町にまたがる、一級河川・木曽川本流中流部に建設されたダムである。
国土交通省中部地方整備局が管理する国土交通省直轄ダムで、高さ98.2メートルの重力式コンクリートダム。木曽川の洪水調節と関西電力による水力発電を目的とした木曽川総合開発事業の中心事業として建設され、2021年（令和3年）からは特定多目的ダム法に基づく特定多目的ダムとなった。日本初の高さ100メートル級ダムであり、かつ日本最初の本格的な機械化工法で建設された、日本のダムの歴史に刻まれるダムである。1980年（昭和55年）より20.2メートルのかさ上げを行い機能を強化するダム再開発事業・新丸山ダムの建設が進められており、2029年（令和11年）の完成により水没する。ダムによって形成された人造湖は丸山蘇水湖と呼ばれ、ダムと共に飛騨木曽川国定公園に指定されている。

## 地理
木曽川は長野県木曽郡木祖村、標高2,446メートルの鉢盛山を水源として木曽谷を南西方向に流れ、岐阜県中津川市付近で流路を西に向けた後美濃加茂市で水系最大の支流・飛騨川を合わせ、愛知県犬山市と岐阜県各務原市の境付近で濃尾平野に出る。その後南西方向から南に流路を変え、揖斐川・長良川と共に木曽三川が並ぶように流れて伊勢湾に注ぐ。流路延長は227キロメートル、流域面積は長野県・岐阜県・愛知県・三重県・滋賀県の5県にまたがり9,100平方キロメートルと日本の河川では第5位の規模を有する。東海三県の重要な水資源であると同時に古くから数多の水害をもたらし、宝暦治水など間断なく治水事業が行われてきた河川でもある。
木曽川本流は上流から味噌川ダム、読書ダム、山口ダム、落合ダム、大井ダム、笠置ダム、丸山ダム、兼山ダム、今渡ダムと9カ所のダムが建設されており、丸山ダムは下流から三番目に建設されたダムである。このうち洪水調節目的を持つ多目的ダムは丸山ダムと独立行政法人水資源機構が管理する味噌川ダムの2つであり、残りは全て関西電力が管理する水力発電専用ダムである。ダムは「木曽三川三十六景」に数えられる景勝地・蘇水峡に建設された。
なお、同名のダムが兵庫県西宮市の武庫川水系船坂川（丸山ダム）、大分県豊後高田市の桂川水系丸山川にも建設されている。また山口県宇部市の厚東川水系薬師川には宇部丸山ダムがあり、別名が丸山ダムである。

## 経緯
丸山ダムは当初水力発電用ダムとして計画されたが、戦後治水目的が追加されて多目的ダムとなった。本項では多目的ダム化までの経緯について述べる。

### 丸山発電所計画

丸山発電所計画に着手する前の、大同電力による木曽川水力発電事業の経緯と発電所位置図。

木曽川本流における最初の水力発電所は、1911年（明治44年）11月に名古屋電灯により運転を開始した八百津発電所であるが、木曽川の水力発電事業を牽引したのは福澤桃介率いる大同電力であった。1919年（大正8年）賤母発電所の運転を開始させた木曽電気製鉄が大阪送電・日本水力と合併して誕生した大同電力は、積極的に水路式発電所の建設を進めたが、1924年（大正13年）12月に当時日本最大規模のダム式発電所である大井発電所（大井ダム）を完成させた。続いて大井ダム上流に1926年（大正15年）12月落合発電所（落合ダム）を建設し、以後電力需要の増大に対応するため貯水池を有するダム式発電所による水力発電開発を推進した。
丸山発電所の計画は1916年（大正5年）に名古屋電灯が丸山ダム地点において水路式発電所の建設を計画し、河川管理者である岐阜県に発電用の水利使用許可を申請したのが初出である。しかし大井ダムの完成後にダム式発電所へ計画が改められた。また発電用水利権は1927年（昭和2年）12月岐阜県知事大野緑一郎より丸山発電所計画と下流の錦織発電所計画、上流の二股発電所計画の三発電所計画に対して大同電力に与えられた。ところが翌1928年（昭和3年）に昭和金融恐慌が勃発し経済界が深刻な低迷にあえいだこと、また名古屋電灯を合併した東邦電力が当時管理していた八百津発電所との整合性で問題があり、計画は凍結された。
5年後の1933年（昭和8年）になると経済は回復に向かい、丸山発電所計画も再始動した。この際に計画は変更が加えられ、丸山地点上流に計画されていた二股発電所計画は丸山計画に、下流の錦織発電所計画はさらに下流の兼山発電所計画（兼山ダム）にそれぞれ統合された。統合の結果、丸山発電所計画は認可出力13万5000キロワットのダム式発電所計画として決定し、計画は進められた。
一方、日本の電力業界は戦時体制・国家総力戦に突き進む日本政府の意志に翻弄されていた。1938年（昭和13年）1月内閣調査局は発送電事業の国家管理を目論み電力国家統制法案を上程。電力業界は猛反発したが内閣調査局と結託する軍部がこれを押し潰し、3月26日に法案は国家総動員法と共に帝国議会を通過した。この法律に基づき翌1939年（昭和14年）4月1日、日本発送電が発足した。日本発送電の事業内容において水力発電は出力5,000キロワット以上の新規設備を所有すると定められていたことから、丸山発電所計画は大同電力の手から離れ日本発送電に調査が継承された。さらに1941年（昭和16年）配電統制令の施行により大同電力を始め日本の電力会社は解散し9配電会社に統合させられ、電力の国家統制が完了した。
1939年10月より基礎岩盤の地質調査を開始し、1941年6月に調査班が結成され1942年（昭和17年）11月には調査派出所に拡充して用地補償交渉が始まった。1943年（昭和18年）3月に監督官庁である逓信省より電力管理法に基づく第1期工事建設準備命令が出され、10月に丸山ダムが着工され12月に丸山ダム建設所が開所した。発電所計画は当初計画から出力が減らされ10万5000キロワットとなったものの、太平洋戦争に突入していた当時は軍需用の電力供給が急務となっており、計画の一部に当たる7万キロワット分を第1期工事で完成させる計画とした。しかし戦局は悪化の一途をたどり物資の欠乏が深刻化し、戦争継続のため1944年（昭和19年）2月東條内閣は決戦非常措置要綱を閣議決定、物資を全て軍需に投入するため河川開発や電力開発などの公共事業停止が決められた。丸山ダム・発電所工事も鉄鋼やセメントなどの資材、工事用機械の確保が困難となり、ダム本体コンクリート打設の進捗が8パーセントの段階で逓信省より電気事業の監督を継承した軍需省電気局の命令で同年5月工事は中止した。
終戦後深刻となった電力不足を解消するため電源開発五カ年計画が立案され、新規・再開問わず水力発電事業が推進された。こうした流れを受けて1948年（昭和23年）12月、電力行政を継承した商工省より第2期工事建設準備命令が出され、1949年（昭和24年）6月に連合国軍最高司令官総司令部（GHQ）の認証を受けた。そして1950年（昭和25年）12月電力管理法に基づく丸山ダム建設命令が日本発送電に下り、高さ88メートル、最大出力10万8000キロワットの計画としてダム・発電所の建設が再開された。
ところが、事業主体である日本発送電は戦時体制に協力した独占資本であるとGHQに見なされ、1948年2月に過度経済力集中排除法の第二次指定会社として9配電会社と共に持株整理委員会から指定を受けた。これを契機として電気事業再編成の論争が起こり、紛糾を重ねた末GHQによる「伝家の宝刀」ポツダム政令が発令され電気事業再編成令と公益事業令が公布された。日本発送電は1951年（昭和26年）5月1日、9電力会社に分割・民営化され、木曽川水系の水力発電所と発電用水利権は大同電力の流れをくむ関西電力が木曽川本流と長野県内の支流を、東邦電力の流れをくむ中部電力が飛騨川・揖斐川・長良川および岐阜県内の支流を継承した。丸山ダムは電力管理法適用最後の発電用ダム事業として、日本発送電から関西電力に事業継承された。

### 治水事業の参入

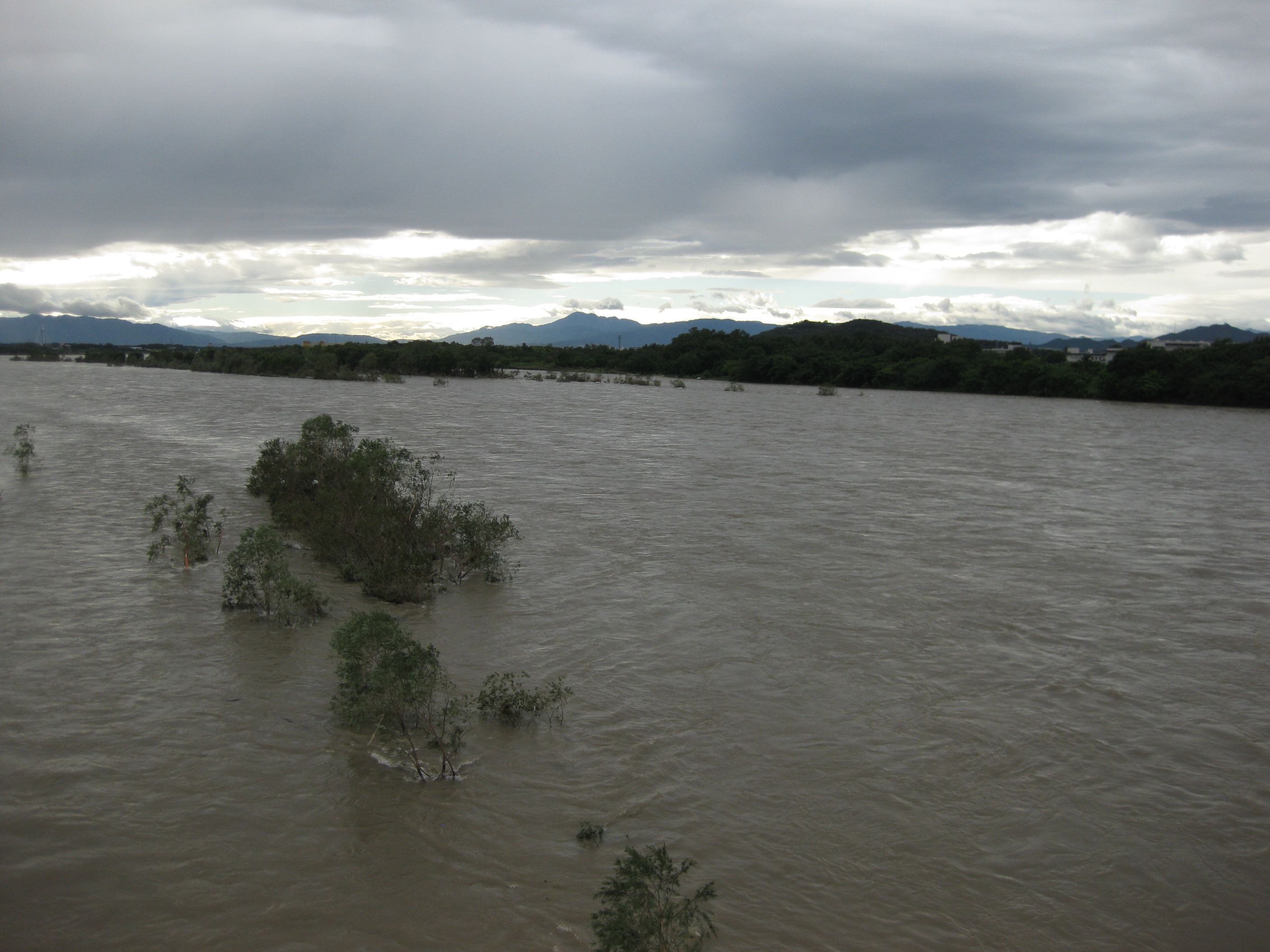
台風により増水した木曽川。水力発電に適した河川は裏を返すと暴れ川でもある。

明治・大正時代のダム事業は水力発電や上水道供給、灌漑目的で建設されており、単一目的で運用されていた。東京帝国大学教授で当時河川工学の第一人者であった物部長穂は1926年「わが国に於ける河川水量の調節並びに貯水事業において」という論文を発表し、水系一貫の河川管理および従来単一目的で運用されていたダムを治水・利水の両面で総合的に活用すべきと主張した。多目的ダム理論の登場である。物部論文は1935年（昭和10年）に河川行政を管轄する内務省により国策として採用され、1937年（昭和12年）に河水統制事業として予算が計上された。
木曽川では1936年（昭和11年）に木曽川下流改修増補計画が立案され、堤防整備などにより計画高水流量を毎秒9,700立方メートルに抑えると定めたが、1938年（昭和13年）7月に流量を超過する洪水を記録した。これを受け1949年（昭和24年）の建設省治水調査会による木曽川改修改訂計画で上流・下流の一貫した改修が検討され、将来対策としてダムによる洪水調節の必要性が盛り込まれた。ダム計画については先述した河水統制事業の予算化を受け内務省が木曽川を含む16河川を対象に直轄で河水統制調査を開始しており、1950年の木曽川水系流域計画で具体的にダム候補地点がまとめられたがこの中に丸山ダム計画が明記されている。さらに1950年の国土総合開発法施行に伴い木曽川水系は1951年に木曽特定地域総合開発計画の指定を受け、愛知用水や後の飛騨川流域一貫開発計画の母体となる飛騨川の電力開発などと共に丸山ダムが木曽川の治水事業として明記された。
丸山ダム地点に洪水調節用ダムを建設することが有利である理由は以下の通りである。
1. 飛騨川合流点から上流における木曽川の大洪水は、付知川・蘭川・落合川・中津川・阿木川といった木曽川中流部の主要支流からの流入量に大きく左右されることが現地調査で判明している。
2. 木曽川中流部の主要支流の合流点より下流に位置し、かつ木曽川下流部の改修区域に近いため洪水調節効果が大きい。
3. 洪水調節容量が大きく取れるダム地点である。
4. 地質的にダムを建設する好適地である。
5. 既設の落合・大井・笠置・兼山・今渡の各ダムによる洪水調節目的の付加は諸般の事情で困難。

木曽川本流中流部において、洪水調節ダムを建設する唯一の適地が丸山ダム地点であると建設省は注目していた。
このような経緯から、1949年6月にダム建設命令の認証を受けた際に日本発送電が河川管理者の岐阜県へ提出した「木曽川水系木曽川筋発電用水利使用計画変更」に対し、岐阜県知事武藤嘉門は許可条件として丸山ダムに洪水調節目的を付加することが必要と日本発送電側に伝えた。これは建設省が岐阜県に対して要請したもので、同時期に農林省から灌漑での事業参加要請を受けていた日本発送電側は対応に苦慮した。結局建設省の要請を受け入れたことで使用計画変更は岐阜県の許可を受け、丸山ダムは洪水調節と水力発電を目的とする多目的ダムとして現行規模で建設されることになり、1952年（昭和27年）度に木曽川総合開発事業として正式な事業採択を受けた。

## 補償

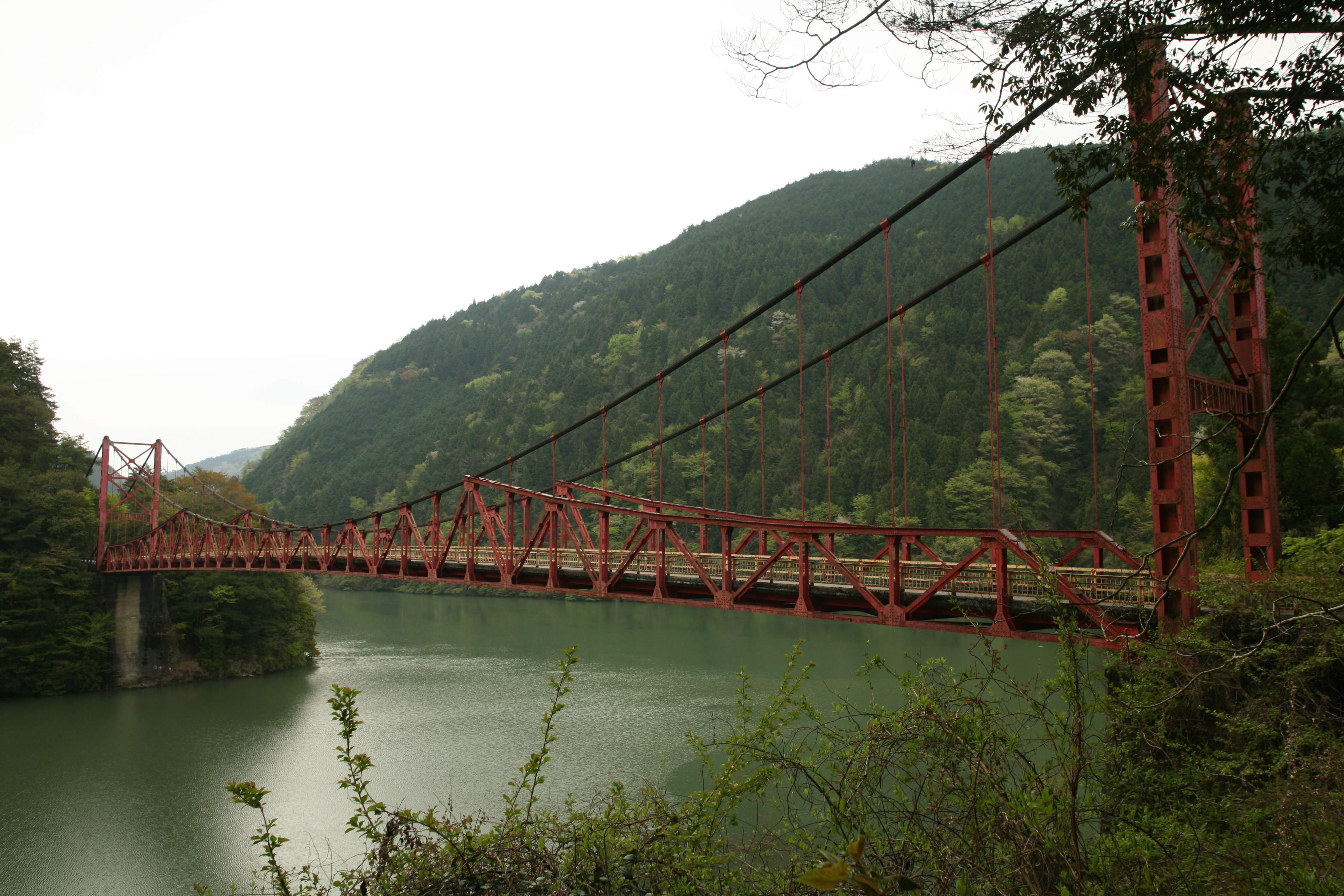
公共補償の一環として建設された、世界で5橋梁しかないタイプの吊橋、旅足橋。新丸山ダム建設により水没する。

丸山ダムの建設によって水没する地域は加茂郡八百津町・錦津村・潮南村（以上八百津町）、土岐郡日吉村・大鍬村（以上瑞浪市）、恵那郡飯地村（恵那市）、可児郡上之郷村（御嵩町）の４郡7町村にわたり、直接水没による移転50戸、建設関連に伴う移転17戸の合計67戸に及んだ。また、太平洋戦争により補償交渉や用地取得が中断したことが特徴となっている。
1942年より補償交渉が始まった。移転対象の中心となったのは潮南村下立（おりたち）地区であった。この地区は木曽川沿いの急傾斜地中腹に集落が帯状に連なり、集落の周囲を段々畑が囲んでいた。急傾斜地の裾に岐阜県道八百津日吉線が通過し、木曽川はその下で急流を食んでいた。土地は肥沃であり住民は農業のほか当時八百津町にあった製糸工場へ納入するための養蚕業、冬は薪炭を行い暮らしていた。日本発送電は1943年3月の第1期工事建設準備命令の中で潮南村の住民や県道付け替えに対する買収や補償に触れているが、降って湧いたダム計画に対し住民は補償誓約書に以下の文面で連署している。
戦争により電力供給が国家の重要課題となっていた時期であり、最終的には「お国のために」という理由で下立の住民達は移転準備に取り掛かり8戸が移転した。しかし決戦非常措置要綱でダム工事は中止となり補償交渉や用地取得、住民の移転は中断した。
1950年にダム工事は再開されるが、従来の発電専用から多目的ダムに変更され規模が拡大しそれに伴って水没範囲も拡大した。補償交渉は日本発送電から関西電力に移り再開されることになる。関係町村は「丸山ダム建設工事促進期成同盟会」を結成し全面協力の姿勢を見せたが、集落の大部分が水没する下立地区との交渉は難航した。関西電力は潮南村長と村議会議員1名に交渉の中立委員を依頼し交渉の円滑化を期した一方、下立地区の住民は5名の委員を選んで交渉に臨んだ。
関西電力と住民代表の交渉は十数回に及んだ。問題となったのは土地取得単価の高騰であり、1942年時点の田の一坪当たり価格が4円だったのに対し、10年後の1952年時点では実に112.5倍の450円に高騰していた。最終的に関西電力が最初に提示した補償金額の2倍で交渉は妥結し、住民側の委員長も「やるだけのことはやったから、ここいらで手を打つか」と概ね納得していた。中にはある不在地主の小作農だった住民が農地改革による自作農創設特別措置法で地主から没収した農地が無償で転がり込み、さらにその農地が水没することで補償金と立ち退き慰謝料を受け取れたという逸話もある。
移転住民以外の補償としては、木曽川中流漁業協同組合に対する漁業補償、船による蘇水峡の観光遊覧を行っていた蘇水峡遊船組合への補償、木材業者に対する流木権や流筏補償がある。公共補償としては後の国道418号となる県道八百津日吉線の付け替えや世界で5橋梁しかない珍しい型式である旅足（たびそこ）橋の架橋、ダム直下にある小和沢橋の架け替えなどがある。

## 工事
丸山ダムは日本で初めての100メートル級大ダムで、全面的な機械化工法により施工されたダムである。丸山ダムで培われた技術や経験は、日本のダム建設における技術革新の先駆となった。

### 施工の経過

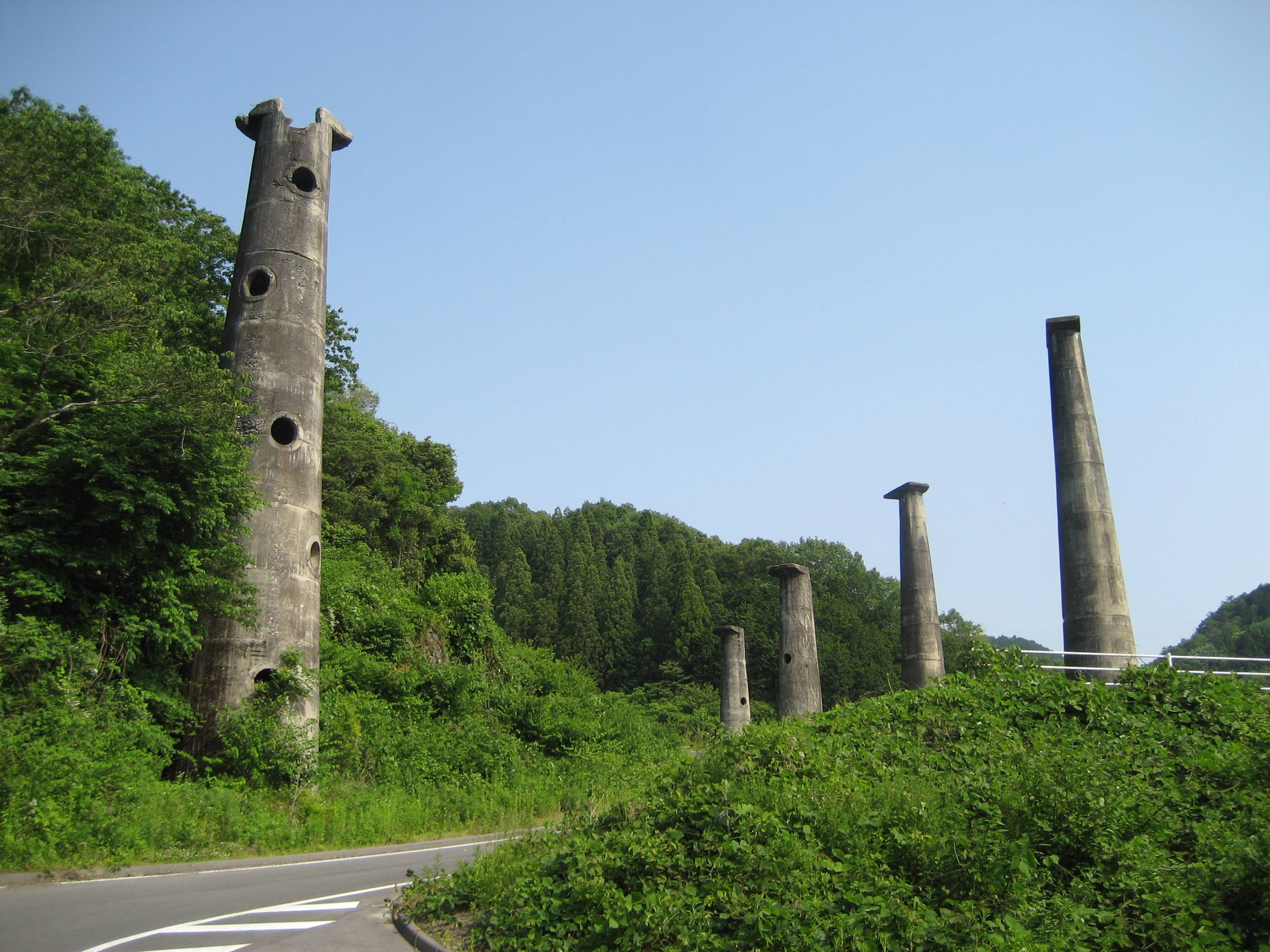
丸山ダムで使用されたバッチャープラントに供給する骨材貯蔵塔跡。新丸山ダム建設により撤去された。

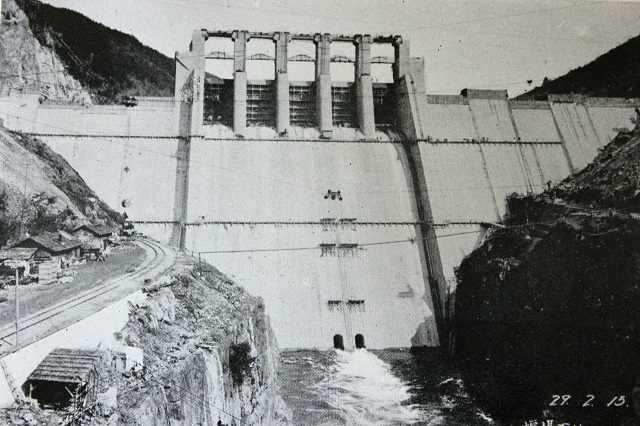
本体工事が大詰めを迎えている丸山ダム（1954年2月）。

丸山ダム地点の地形は左岸の御嵩町側が急峻な山岳地形、右岸の八百津町側が標高300メートル以上において緩い傾斜の地形になっており、その間を木曽川の流路が蘇水峡として深く切り込むように形成されている。地質は基本的に砂質粘板岩で構成され、地形・地質的にダム建設には問題ない。1943年12月に工事が開始された際には下流で兼山ダム・発電所が建設されていた関係で資材や労務者の確保では問題がなく、工事用機械は長野県の三浦ダム（王滝川）、富山県の有峰ダム（和田川）や遠くは宮崎県の岩屋戸ダム（耳川）から転用する方向性だったが、1944年5月工事は中止された。
工事は1951年9月に再開する。施工業者は間組。関西電力は当初は間組の他にも建設会社に工事を発注する予定であったが、地元の八百津町から治安上の問題を憂慮され間組単独の施工となった。ダム工事に従事する労務者は東北地方出身者が多く、賃金は1日当たり200円から300円で高等学校卒業程度の国家公務員初任給に近い報酬であった。間組が開所した丸山ダム建設出張所は「講和丸山出張所」と命名されたが、これはサンフランシスコ講和条約に因み、間組社長であった神部満之助が命名したとされる。その間組に圧し掛かったのは短期間でのダム建設という条件であった。当初の契約は1951年9月から1954年9月の発電所通水期限までの間であったが、この年に異常渇水が発生して深刻な電力不足が生じ、総理府公益事業委員会から早期完成の強い要望を受けたことで工期がさらに半年縮まり1954年3月が最終の納期とされた。
まずダム本体工事現場から木曽川の流水を迂回させるための仮排水路トンネルを2本建設する工事が開始され、4か月後の1952年1月に完成させた。続いて5月からは川底に堆積した砂礫や不良地盤を掘削除去して堅固な基礎岩盤を露出させる掘削工事が始まった。ダム建設のセオリーとしてまず両岸の岩盤を発破してから川底の掘削を行うが、工期短縮の観点から川底の掘削を優先したため大発破をせずに下から上に向かって右岸を掘削した。落盤事故の危険を伴いながらの作業であった。この時川底掘削や土砂運搬で日本初導入されたのが2台のパワーショベルと8台のダンプトラックだった。第1号のダンプトラックが掘削土砂を運搬した時、現場にいた大勢の労務者や間組社員らが一斉に万歳を叫んだというエピソードが残っている。
掘削は1952年9月に完了し、ダム本体コンクリートの打設を開始する。期限まで残り1年7か月であった。スムーズなコンクリート打設を図るため、丸山ダムでは日本で初となる工事用プラントの導入を決めた。骨材の原料はダム下流の八百津町錦織で採取され、2本の索道でダム現場へ輸送された。輸送後関西電力が間組に貸与したアメリカ合衆国製のバッチャープラントでコンクリートを製造する。新丸山ダム建設で撤去されるまで左岸に残っていた5本の塔はバッチャープラントに供給する骨材の貯蔵塔であった（写真）。製造されたコンクリートはバンカー線でケーブルクレーンまで運搬し、ケーブルクレーンからダム本体にバケットで供給され打設する。これら工事用プラントの導入は画期的な事柄で、昼夜兼行のコンクリート打設に貢献した。1953年（昭和28年）7月の梅雨前線豪雨で工事中のダム本体を洪水が越流し右岸が大崩壊を起こす事故が発生したが、9月には当時の世界記録となるひと月当たりのコンクリート打設量を記録するなど工事は進められ、1954年2月23日に試験的に貯水を行う試験湛水を開始し、4月17日にダム本体は竣工した。なお、関西電力丸山発電所はこれより前の同年4月8日より運転を開始している。

### 放流設備の変更
丸山ダムの計画当初、放流設備として設置されるゲートは14門の予定であったが、GHQの下部組織であるアメリカ合衆国海外技術顧問団（OCI）の指導を受け、現行の5門によるゲートが設置された。
戦前に建設されたダム、特に水力発電専用ダムの多くはダム本体に多くのゲートを堤頂長（ダムの長さ）目一杯に横一列に並べて設置する方法が採られていた。これは建設地点が比較的山中に存在しており下流への影響が少なく、目的が利水目的単一だったことからダム本体の管理に支障がなければ出来るだけ安易な方法で洪水処理を行う方針であったためである。木曽川本流でも戦前に建設されたダムは何れもこのような方式でゲートが設置され、丸山ダムも当初は14門設置の予定であった。

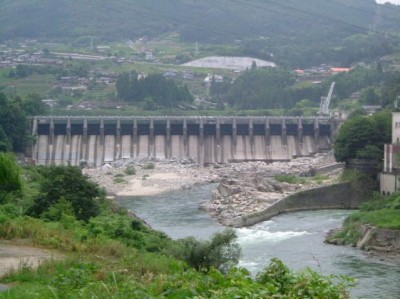
落合ダム（19門）
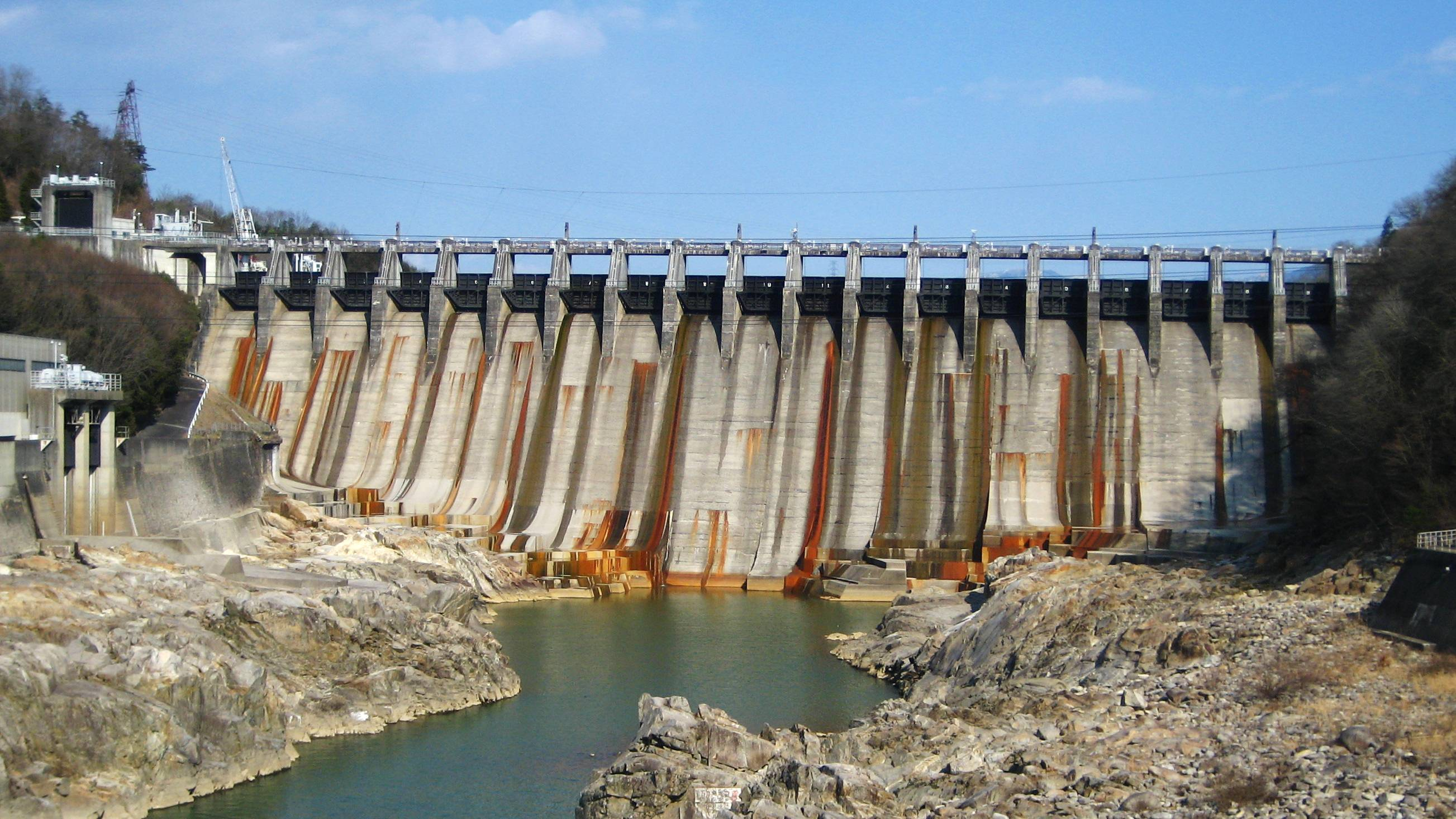
大井ダム（21門）
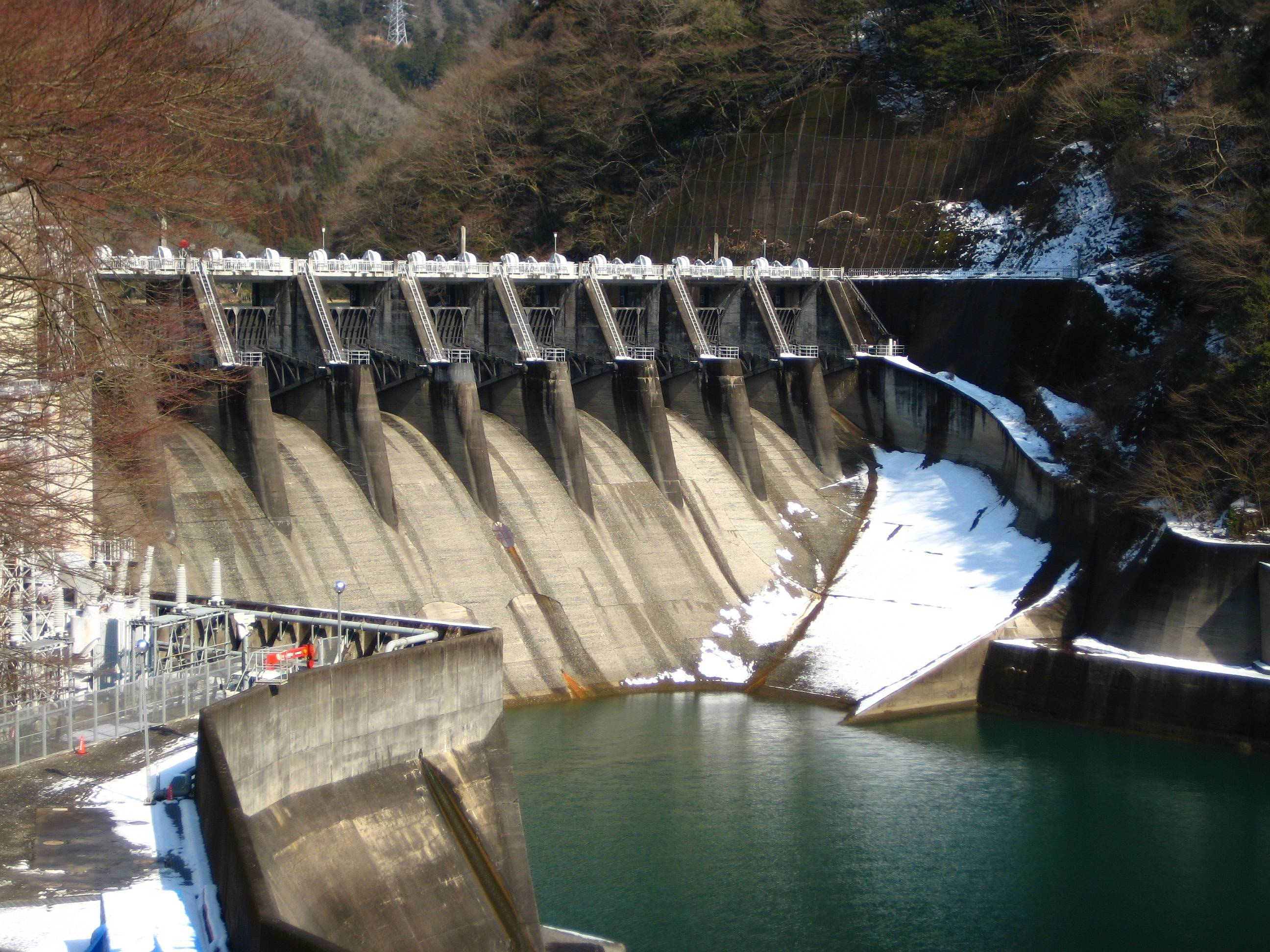
笠置ダム（14門）
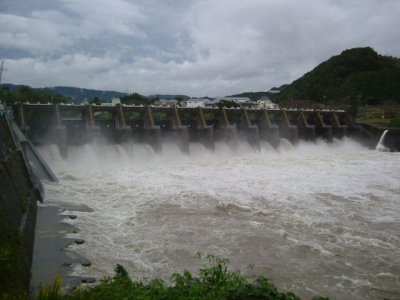
兼山ダム（15門）
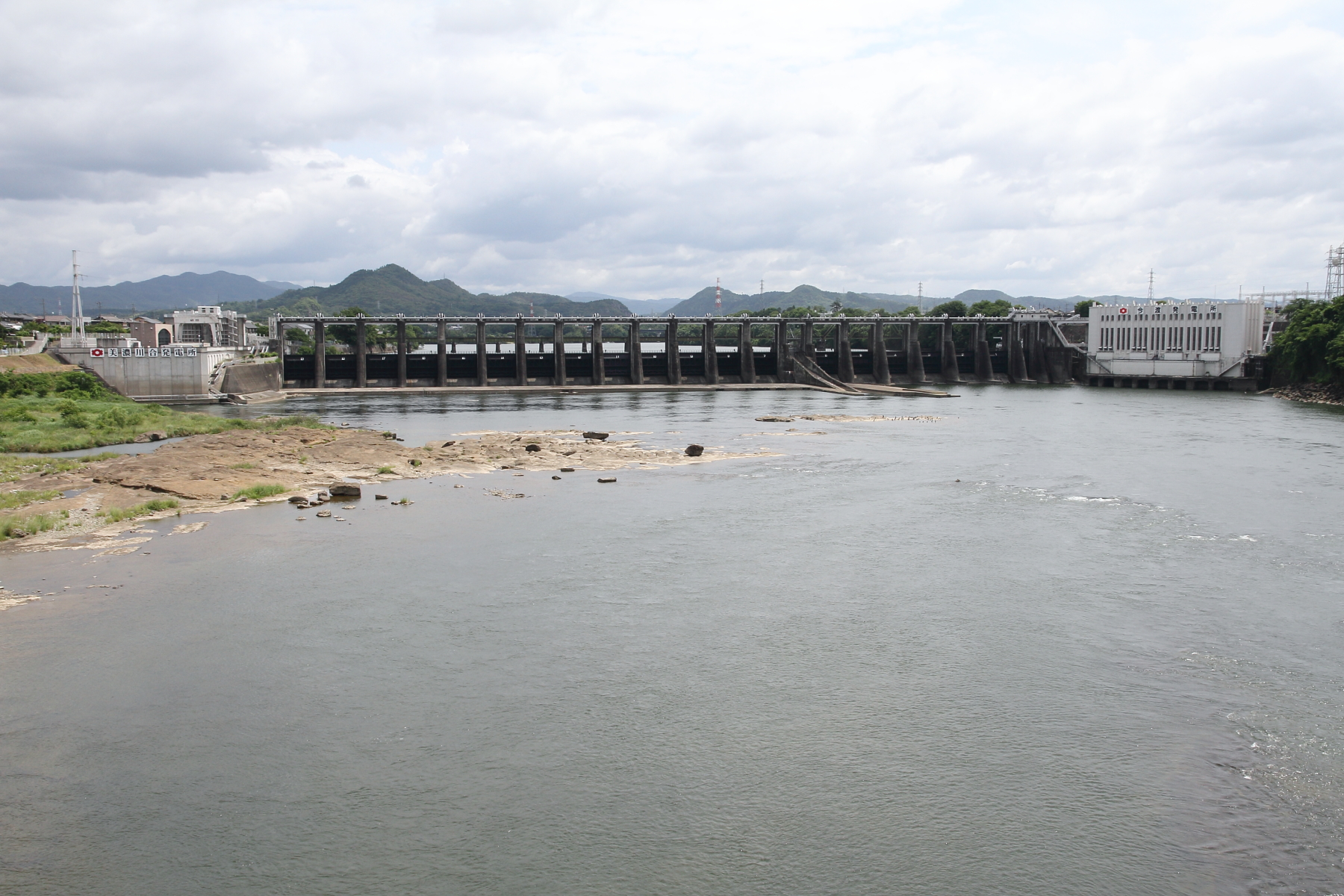
今渡ダム（19門）

戦後、工事再開する際に丸山ダムに洪水調節目的が加わったことから、治水計画における最大放流量毎秒4,800立方メートルの放流を安全に行えるかどうか確認するため、1950年9月日本発送電はOCIと技術提携契約を結び助言・指導を受けた。日本発送電から当初の14門による資料を提示されたOCI側は否定的な見解を示し、ゲートは大規模かつ4門ないし5門の少数とし、洪水処理は真っ直ぐに流下させることを勧告した。日本発送電側は過去に経験のない大規模ゲートの設置要求に戸惑ったが、OCIの了承がなければ通商産業省もGHQもダム建設に承諾しないため担当者は再三検討を加え、最終的に幅10メートル・高さ14.7メートルの大型ゲート5門による洪水処理を行うことで承認を得た。厳しい折衝の中、OCI事務所で出された本物のコーヒー・紅茶が担当者の心の癒しであった。また、丸山発電所については発電所の位置変更を勧告されたが、当時の関西電力社長太田垣士郎の説得によって変更なしとなった。
OCIは九州電力が当時宮崎県の耳川最上流部で施工していた上椎葉ダムについて、日本初の100メートル超えアーチ式コンクリートダム建設に対して様々な助言・指導を行い、後に黒部ダム（黒部川）へと続く日本における大規模アーチ式コンクリートダム建設の端緒を築いていた。丸山ダムにおいても大規模ゲートの導入により、以降は戦前に見られた堤頂長一杯に横一列並べるゲート配置方式は姿を消し、技術の進歩もあり多様な放流設備が導入されるようになった。なお、ゲートの製作は日立造船が受け持った。

### 丸山水力専用鉄道
丸山水力専用鉄道の項目も参照。

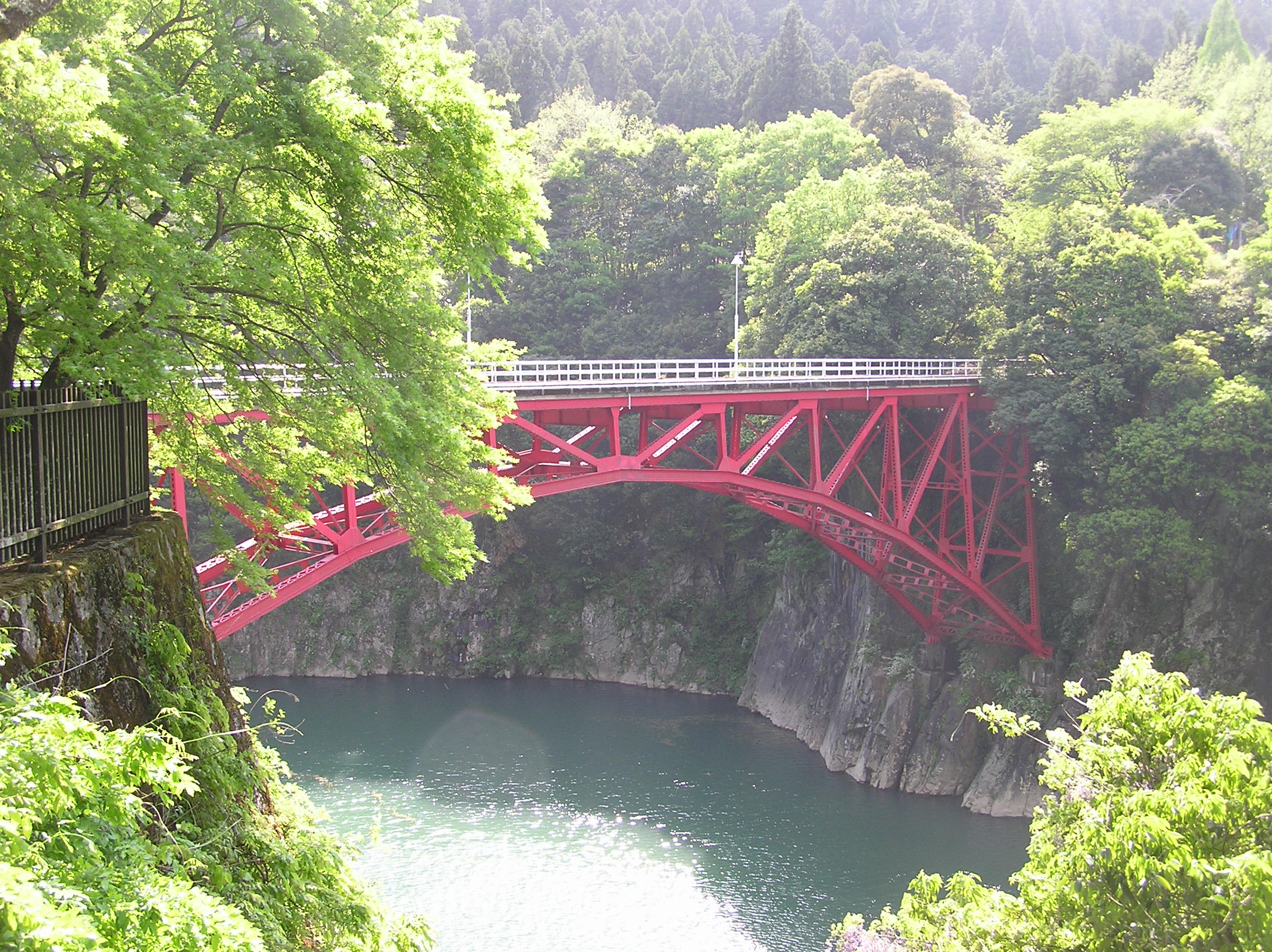
丸山水力専用鉄道の遺構・蘇水峡橋。

丸山ダム建設ための物資・人員輸送を目的に、丸山水力専用鉄道が1952年から1954年まで敷設されていた。
八百津町に鉄道が開通したのは1930年（昭和5年）10月1日のことである。大同電力・名古屋鉄道・東濃鉄道の三社が共同で出資して1926年に設立された東美鉄道が、兼山駅より延伸して八百津駅まで開通させた。その東美鉄道は1943年3月に名古屋鉄道と合併、名鉄東美線に名前が変更した。丸山ダムは同月に第1期工事建設準備命令が発令されていたが、日本発送電は現場への資材の鉄道輸送を図るべく名鉄東美線を延伸して利用する丸山水力専用鉄道の建設を計画した。5月より名鉄東美線の延長基礎工事に着手し、10月の建設命令に伴い八百津駅から丸山ダム地点までの路線本工事に着手した。しかし1944年の決戦非常措置要綱によりダム工事が5月に中止され、鉄道工事も同時に中止した。
1948年東美線の伏見口駅（後の明智駅）・八百津駅間の路線は名鉄八百津線に改称した。丸山水力専用鉄道は1951年11月に関西電力によって建設が再開され、翌1952年3月に八百津駅と錦織駅間が開通。1953年7月には錦織駅と丸山ダム本体工事地点である丸山発電所駅までの全線が開通。名鉄広見線から八百津線経由でダム建設用の資材や人員が輸送された。1954年4月に丸山ダム本体工事が竣工したことで鉄道の役割も終え、5月31日を以て丸山水力専用鉄道は廃止された。岐阜県道358号井尻八百津線や岐阜県道381号多治見八百津線の一部は鉄道の遺構であり、県道358号には蘇水峡橋が残っている。なお、名鉄八百津線は2001年（平成13年）9月30日を最後に廃止された。

### 丸山ダムが与えた影響

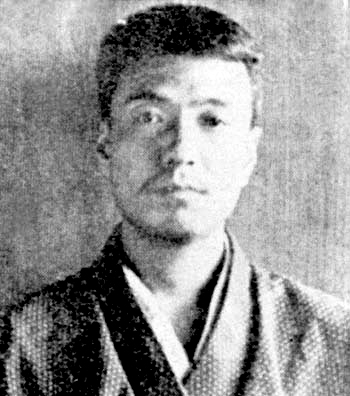
丸山ダムを訪れ、句を詠んだ高浜虚子。

丸山ダムはそれまで人力中心だったダム工事現場へ積極的に重機械を用いた大規模機械化工法や日本国外の技術を最初に導入したダム事業である。日野自動車といすゞ自動車製の特注8トンダンプトラック24台、日立製作所製パワーショベル3台、東日本重工業 ・小松製作所・キャタピラー製ブルドーザー計4台が骨材運搬や基礎掘削に活躍した。またコンクリート製造・打設では砕石機（クラッシャー）、セメントを貯蔵するセメントサイロ、バッチャープラント、ケーブルクレーン、ベルトコンベアなどが活躍し、それらを大規模プラントとして一体的に運用することで2年7か月という短期間で本工事を達成した。また、様々なダム測定・解析技術を細かく実施して日本のダム測定技術の礎を築いた。丸山ダムは高さ100メートル級ダムの第1号であり、『日本土木史』では「この時の経験がダム施工法に革命をもたらしたといわれる佐久間ダム（天竜川）建設の足掛かりとなったとされている」と記されている。
その佐久間ダムについては、電源開発総裁であった高碕達之助も大規模機械化工法の重要性を痛感していた。丸山ダムよりも建設の難易度が高い佐久間ダムであったが、丸山ダムではダンプトラックの常時稼働率が半分であったこともあり、高碕がこの事実を知っていたかは不明だがアメリカ合衆国に活路を見出した。佐久間ダムと同規模のパインフラットダム視察で重機が整然と動いていることに驚いた高碕は、パインフラットダムで使用した重機械群と駆使するための技術をそっくり輸入し、佐久間ダム工事現場に投入した。その結果高さ155.5メートルという当時日本最大のダムをわずか3年で完成させ、ダム建設で培われた技術は日本の土木業界や建設機械業界に多大な影響を及ぼし、日本企業がその技術を日本国外へ発揮させる契機を作った。ちなみに佐久間ダムの本体工事を担当したのは、丸山ダムを建設した間組である。
丸山ダムの建設中は様々な人物や団体が工事現場の視察に訪れた。日本国外からはフィリピン、タイ、インドネシア、ビルマ、インド、中華民国といったアジア各国、アメリカやメキシコから視察者が訪れている。国内でも愛知用水の建設に力を尽くした久野庄太郎が知多半島の農民を引率して再三訪れている。意外な訪問者としては、俳人・小説家で『ホトトギス』主宰者としても知られた高浜虚子がいた。虚子は俳句を通じて親交のあった間組社長・神部満之助の招きを受け、ダム本体が竣工した後の1954年6月家族と共にダムを訪れた。虚子はその時の感動を三句の俳句に表現している。

### 完成

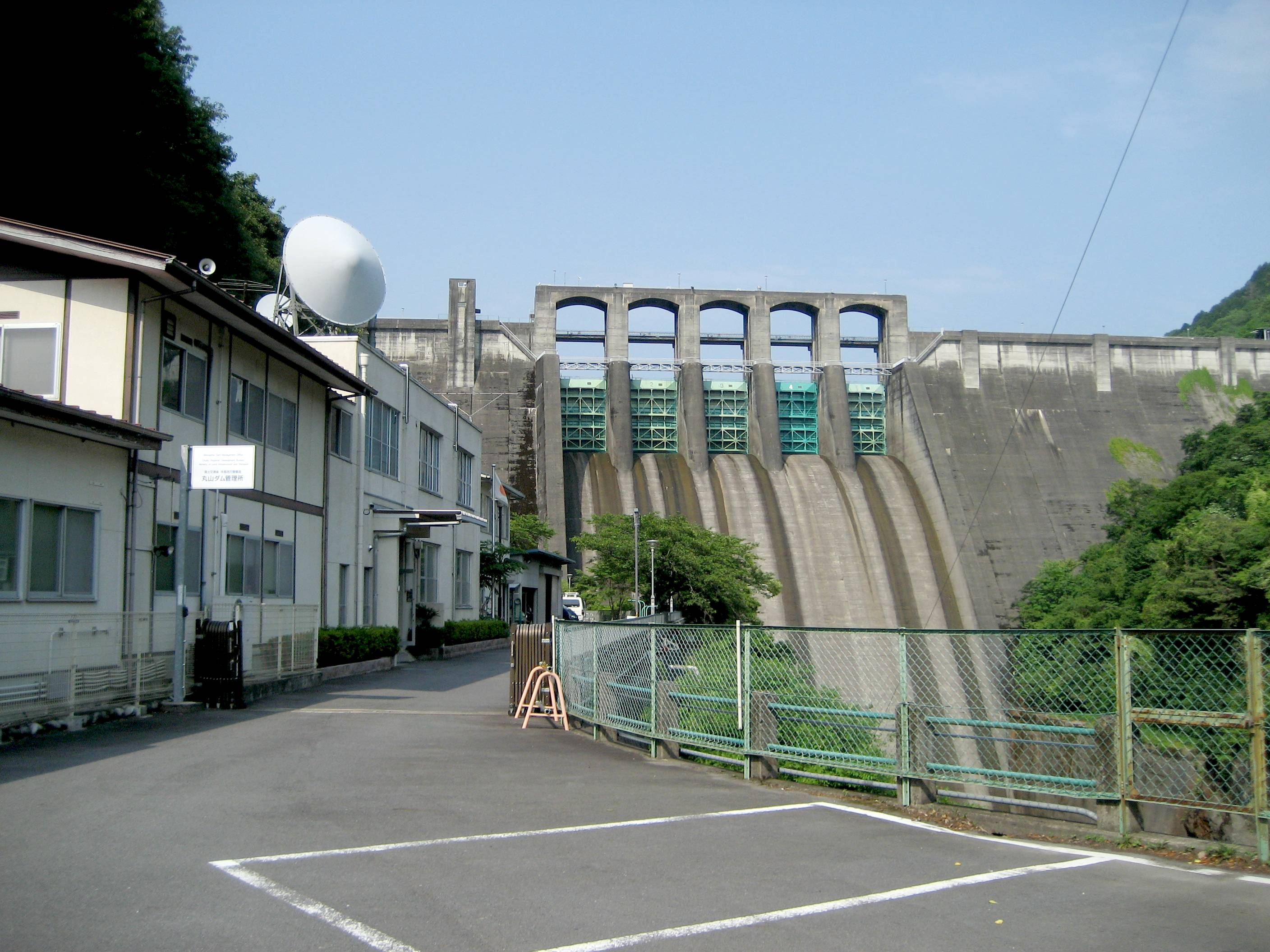
ダムの直下にあった丸山ダム管理所。新丸山ダム建設に伴い2020年に移転した。

1954年4月の本体竣工に合わせるように、関西電力は丸山発電所の運転を開始して発電業務を開始した。続いて発電業務に遅れること3か月後の7月、建設省は丸山堰堤管理所を開設して洪水調節業務を開始した。丸山ダムは建設省と関西電力の共同管理体制を取ることになり、1953年12月に両者の間で締結した「木曽川総合開発事業に関する基本協定」に従い、管理分担を行った。
1956年（昭和31年）3月、ダム本体竣工後に残っていた管理設備に関する工事が完了したことでダムに関する全ての工事が終了し、丸山ダムは完成した。1943年に日本発送電が着工してから戦争による中断を挟み13年の歳月を掛けた建設事業であった。ダム本体関連の総事業費は55億9200万円で、関西電力が51億7500万円、建設省は洪水調節目的追加分として4億1700万円を負担した。丸山発電所建設関連の発電専用施設費は55億9100万円であった。
丸山堰堤管理所は1957年（昭和32年）丸山ダム管理所に改称したが、2021年中部地方整備局に木曽川水系の多目的ダムを統合管理する木曽川水系ダム統合管理事務所が設立されたことで、丸山ダム管理所は丸山ダム管理支所になった。なお管理所は完成以降右岸八百津町側のダム本体真下にあったが、2020年（令和2年）に新丸山ダム建設に伴い右岸高台に移転した。

## 目的
丸山ダムの目的は洪水調節と水力発電である。また完成以降ダムの管理体制が特殊で、かつ変遷があった。

### 管理体制
日本のダムの歴史#ダム関連法規の整備の項目も参照。

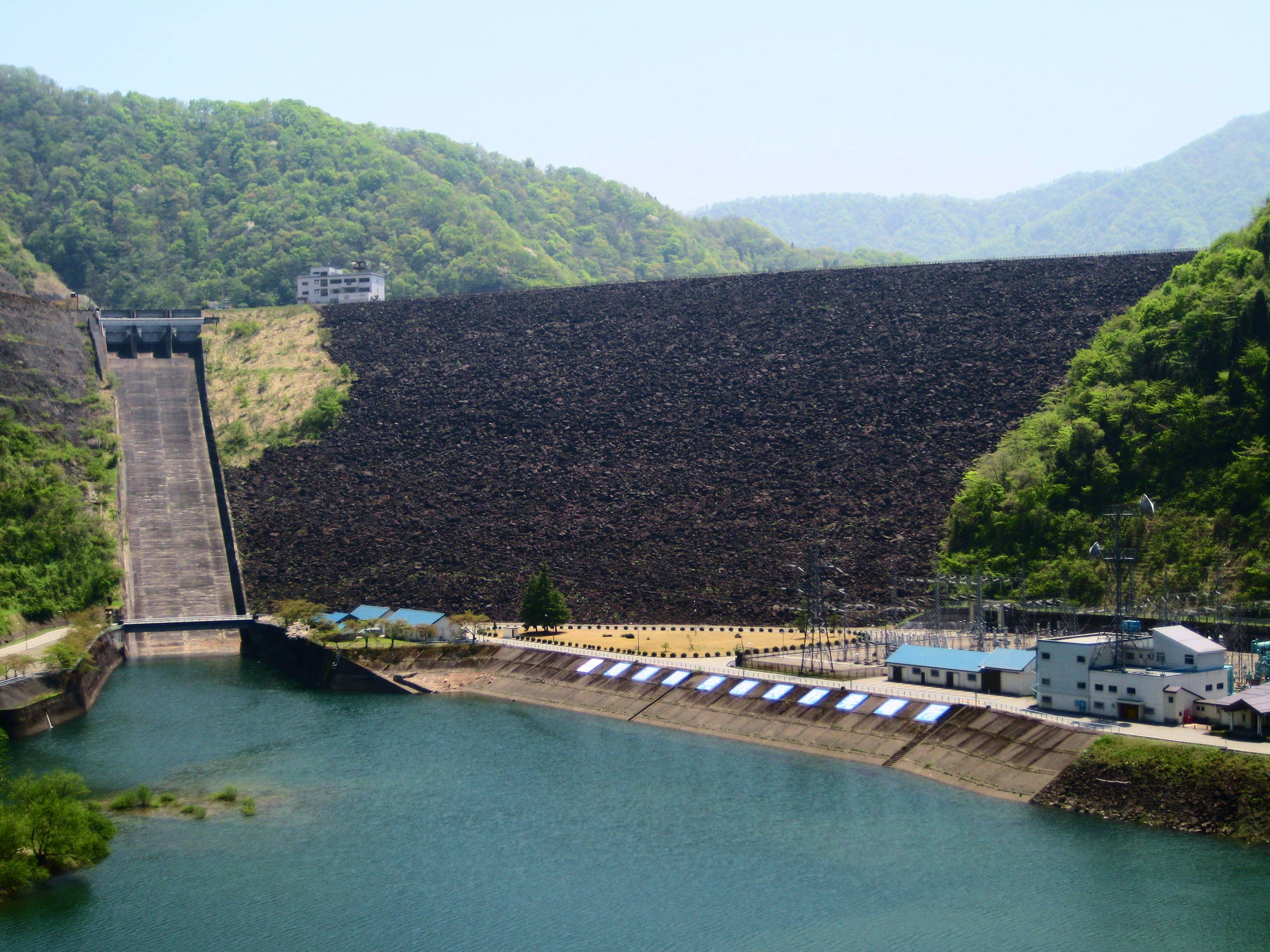
国土交通省と利水事業者による共同管理が行われているダムの一つ、九頭竜ダム（九頭竜川）。

丸山ダムは当初日本発送電・関西電力による水力発電用ダム事業に、建設省が洪水調節目的をもって事業に参入した経緯があり、管理体制に関しては1953年の基本協定に従い運用されていた。またダムの所有権については河川法（旧河川法）で明確な規定がなく治水目的を持つ多目的ダムであっても私権の排除ができなかったため、民法第244条-第262条に定められた共有物持分規定に則り負担額に応じた所有権が建設省と関西電力の間で設定されていた。しかしこの方法では治水管理を河川管理者に一元化できないなどの欠点があったため、丸山ダム完成の翌1957年に特定多目的ダム法が施行された。
特定多目的ダム法の趣旨は河川管理者である建設大臣（国土交通大臣）が直轄ダムの計画から管理までを一貫して実施し、所有権も大臣に帰属させることで治水管理を明確にすることである。同法の施行以後建設された直轄ダム事業のほとんどは同法が適用され、利水事業者はダム所有権が認められなくなった替わりに「多目的ダムによる一定量の流水の貯留を一定の地域において確保する権利」、ダム使用権が認められた。しかし丸山ダムを始め同法成立以前に完成した直轄ダムについては遡及適用されず、従来通り共有物持分規定に則った管理がなされた。また1964年（昭和39年）の河川法改定（新河川法）に伴い丸山ダムなど複数事業者による共同事業ダムの法的位置づけは河川法第17条の兼用工作物であると規定された。
丸山ダムは河川管理者と利水事業者が共同で管理する兼用工作物ダムとして、国土交通省と電源開発が共同管理する九頭竜ダム（九頭竜川）・手取川ダム（手取川）・新豊根ダム（大入川）、国土交通省・農林水産省・北海道企業局などが共同管理する夕張シューパロダム（夕張川）、神奈川県と神奈川県企業庁が共同管理する城山ダム（相模川）と共に日本の多目的ダムとしては珍しい管理体制を取り続けた。しかし2021年、それまで関西電力が所有していた共有持分が国土交通省に移転した。このため特定多目的ダム法附則第2項の規定、即ち国土交通省と利水事業者が共同事業を行うダムで、利水事業者の共有持分が国に帰属した場合その直轄ダムは特定多目的ダムとなる規定に従い、同年3月31日国土交通省告示にて丸山ダムは同法第2条第1項に基づき特定多目的ダムとなった。これにより1954年の管理開始から67年にわたる共同管理体制は幕を閉じ、国土交通省単独管理となった。関西電力は丸山ダムの水力発電目的に関するダム使用権を得た。

### 洪水調節

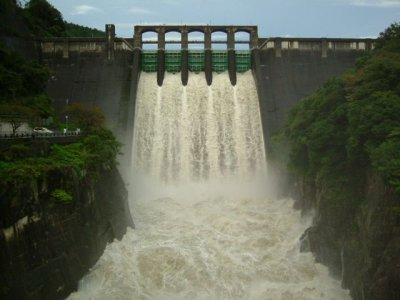
洪水調節中の丸山ダム（2004年）

丸山ダムの洪水調節目的は、1949年木曽川改修改訂計画を受け継ぐ形で1953年に策定された、昭和28年度以降木曽川改修総体計画において具体化された。この計画において木曽川の治水基準点である犬山における基本高水流量を毎秒1万4000立方メートルと定め、ダムによる洪水調節で毎秒1,800立方メートルをカットして犬山地点の計画高水流量を毎秒1万2500立方メートルに抑制する治水計画が立てられた。
丸山ダムは、上流の大井ダムで1931年から1951年までの20年間に記録した年間最大流量の実績を基に100年に一度の洪水流量を定めて、それを流域面積の比率で算出した計画高水流量毎秒6,600立方メートルを許容する最大の洪水流量とした。その計画高水流量をダムで毎秒1,800立方メートル洪水調節し、下流には最大で毎秒4,800立方メートル放流する。これにより先述した犬山地点における計画高水流量を達成させる方針とした。なお、共同管理時代は毎秒2,500立方メートルまでのゲート操作は関西電力が行い、毎秒2,500立方メートルを超えた段階で建設省・国土交通省がゲート操作を行う規定だった。
丸山ダムは完成後木曽川の治水に対して大きな役割を果たし、天竜川流域に大災害を与えた1961年（昭和36年）6月の昭和36年梅雨前線豪雨、中国・四国地方に深刻な被害をもたらした1972年（昭和47年）7月の昭和47年7月豪雨、1999年（平成11年）7月の梅雨前線豪雨などにおいて、洪水調節能力を発揮し浸水被害を抑制した。また1969年（昭和44年）8月の台風7号や1993年（平成5年）の梅雨前線豪雨では上流より流下した大量の流木をせき止めている。しかし1983年（昭和58年）9月に発生した台風10号による記録的豪雨で丸山ダムは異常洪水時防災操作を余儀なくされ、木曽川下流で浸水被害が生じた。このことが新丸山ダムの建設を促進する要因となっている（後述）。

### 水力発電

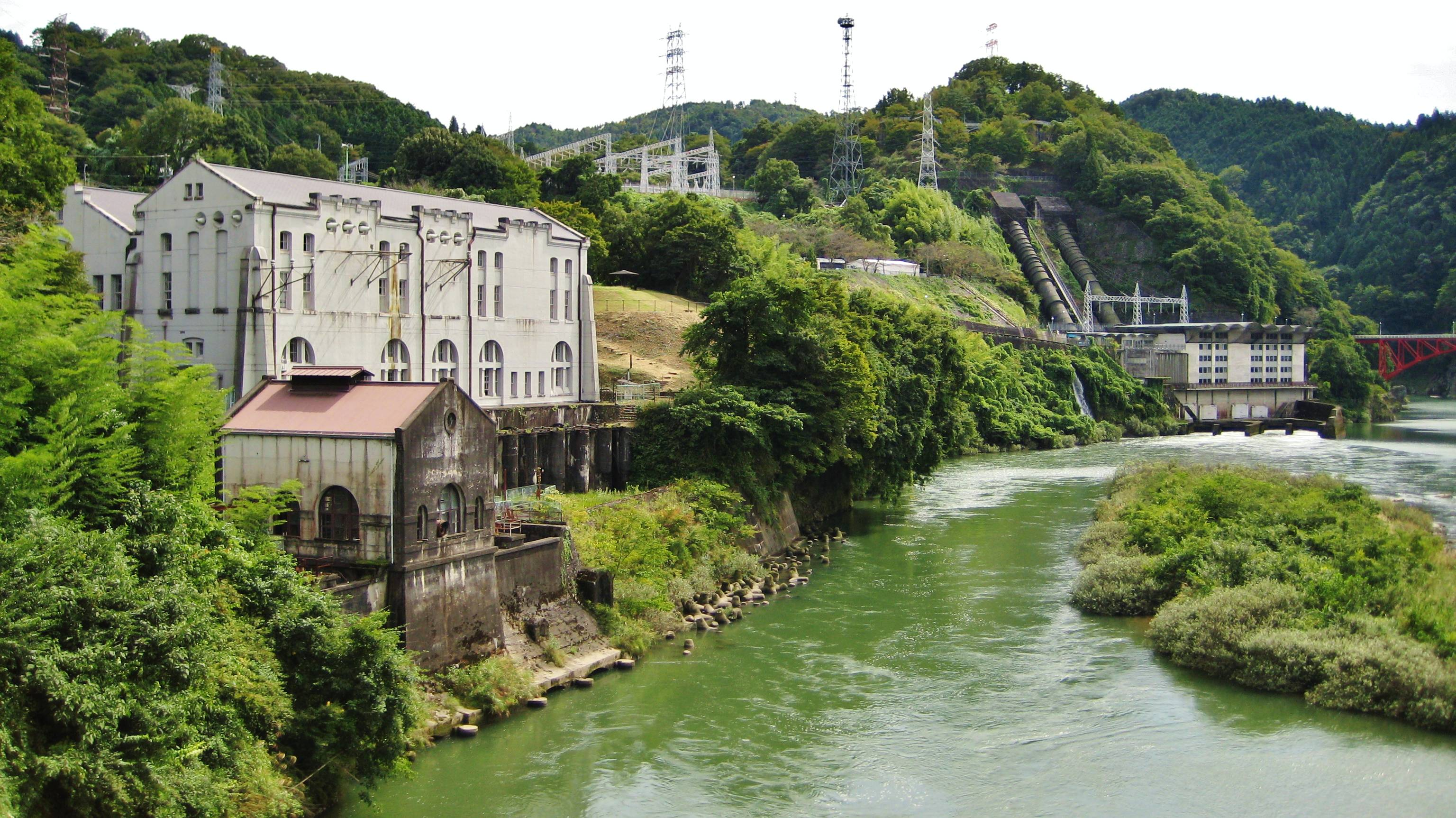
関西電力丸山発電所（奥）と旧八百津発電所（手前、1974年廃止）。

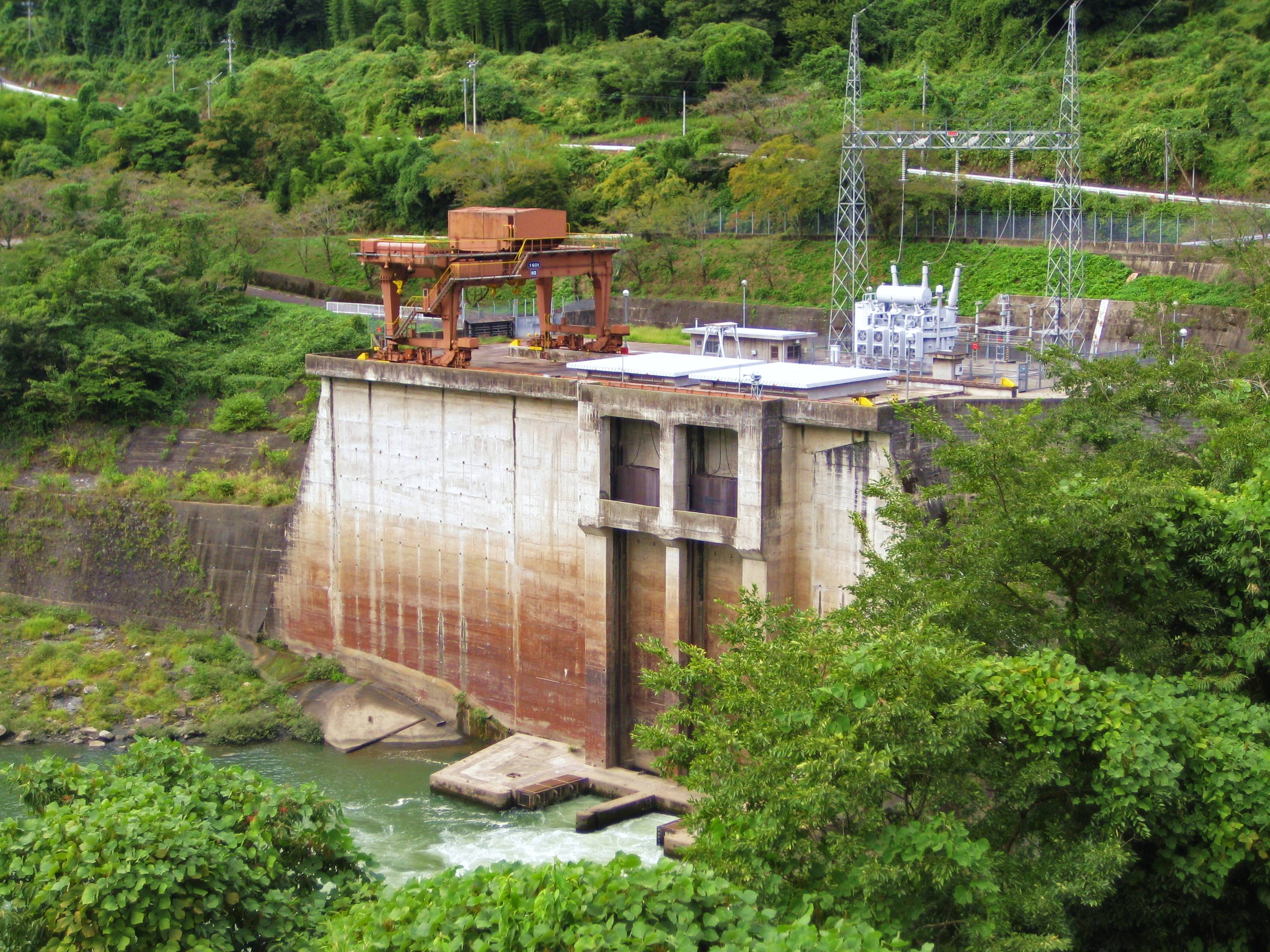
関西電力新丸山発電所。

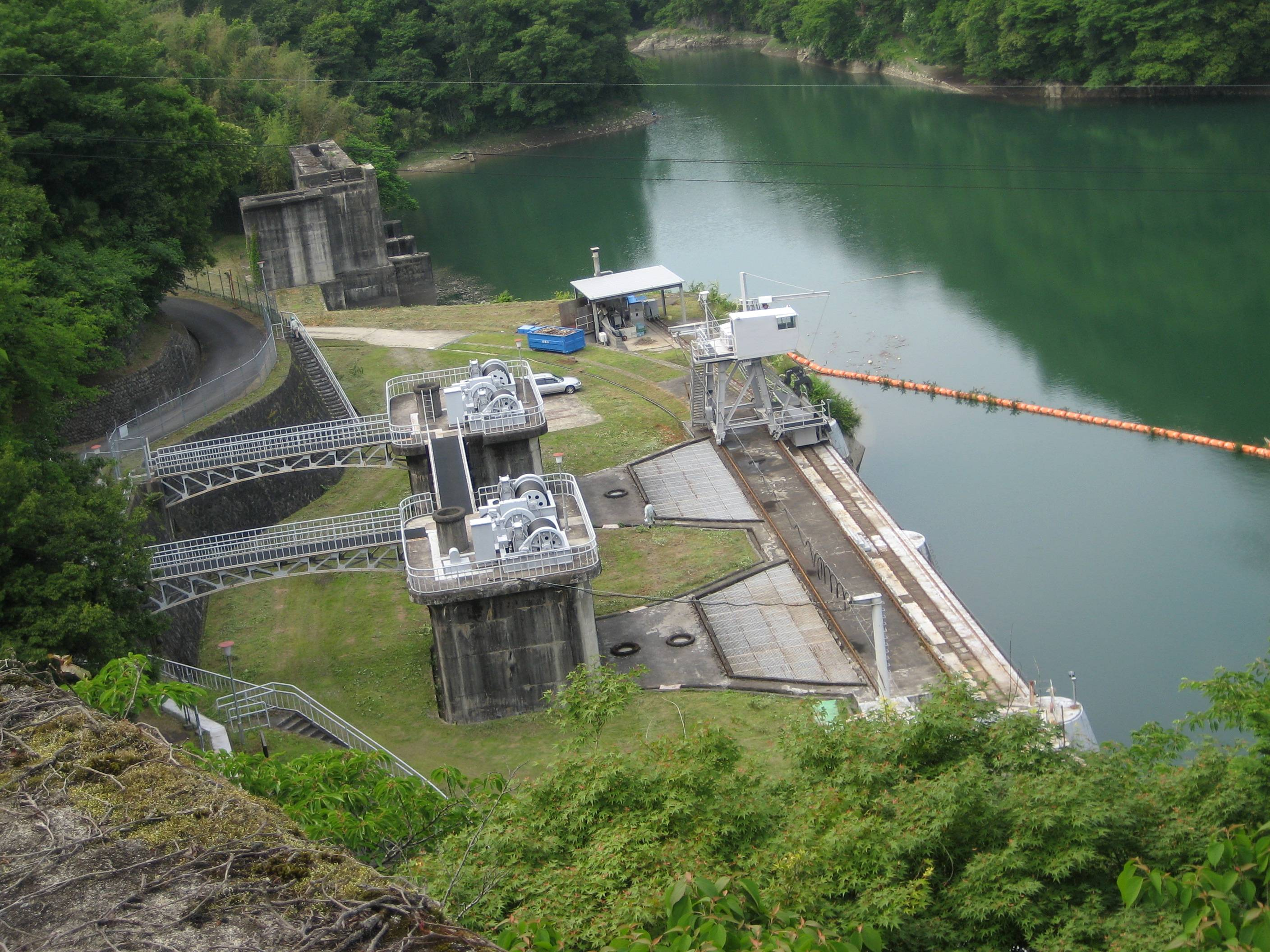
丸山発電所の取水口。

水力発電については丸山ダム計画当初からの目的であり、関西電力丸山発電所と新丸山発電所において発電が行われる。また八百津発電所も丸山ダムから取水して発電を行っていた。
丸山発電所は大同電力が計画した当初は13万5000キロワットで、日本発送電の事業継承後10万5000キロワットに認可出力が減らされたが、戦後関西電力が事業を継承して運転を開始した際に認可出力12万5000キロワット、常時出力2万1200キロワットという出力になった。貯水池の右岸八百津町側に取水口を設け、2本のトンネルを通じて八百津発電所直上流に建設した発電所で発電するダム水路式発電所である。発電用水車は横軸フランシス水車を2台備え、1号水車は日立製作所、2号水車は電業社原動機製作所が納入。当時としては記録的な容量であった水車発電機は1号機を日立製作所、2号機を東京芝浦電気が納入し、変圧器は三菱電機が納入した。ダム完成により冬季における木曽川水系のピーク時発電能力が倍増し、木曽川の落差を全て利用することが可能になった。
| 内容変更時期                    | 変更年             | 認可出力（kW） |
| ------------------------------- | ------------------ | -------------- |
| 大同電力による当初計画          | 1933年（昭和8年）  | 13万5000 kW    |
| 日本発送電による第1期工事開始時 | 1943年（昭和18年） | 10万5000 kW    |
| 日本発送電による第2期工事開始時 | 1950年（昭和25年） | 10万8000 kW    |
| 関西電力による運転開始時        | 1954年（昭和29年） | 12万5000 kW    |
| 新丸山ダムによる出力増強後      | 2029年（令和11年） | 14万3000 kW    |

丸山発電所は運転開始以降、揚水発電を除いた一般水力発電所としては関西電力の木曽川水系発電所群の中で最大の出力規模を有し、木曽川水系全ての一般水力発電所においても徳山ダム（揖斐川）に付設する中部電力徳山発電所（13万9000キロワット）に次いで出力が大きい。また、多目的ダムに付設された一般水力発電所としても、手取川ダムに付設する電源開発手取川第一発電所（25万キロワット）、徳山発電所に次いで日本で3番目に出力が大きい。
丸山発電所直下流にある八百津発電所は、丸山ダム完成によりダムを利用して発電を継続することになった。当時の出力は9,600キロワットであったが、1911年に完成した木曽川最初の水力発電所は設備の老朽化が進行した。このため関西電力は八百津発電所に替わる新設水力発電所の計画を立案、1969年（昭和44年）9月27日に着工し、1971年（昭和46年）5月に運転を開始した（竣工式は同年9月22日）。これが新丸山発電所であり、丸山ダムと丸山発電所間に建設された。認可出力は6万3000キロワットである。新丸山発電所完成により丸山発電所との合計で出力が18万9000キロワットとなり丸山ダムは発電目的を持つダムとしても有数規模になった。その一方で歴史ある八百津発電所は1974年（昭和49年）廃止され、発電所建屋はその後旧八百津発電所資料館となっている。
なお1960年（昭和35年）から通商産業省は、毎年度新規の揚水発電建設地点を調査していた。この調査において、丸山ダムを下部調整池として揚水発電を行えるかどうかの調査が実施された。上部調整池の候補地点になったのは丸山ダム上流で貯水池に合流する旅足川である。1965年（昭和40年）度においては「旅足川」地点として高さ80メートル、有効貯水容量960万立方メートルのダムを旅足川に建設し、認可出力96万7000キロワットを発電する計画が調査された。翌1966年（昭和41年）度になると新たに「旅足川第二」地点が登場し、旅足川に高さ170メートル、有効貯水容量5,500万立方メートルの大ダムを建設し、認可出力72万キロワットを発電する計画が調査された。しかし両地点とも調査のままで終わっている。

## 新丸山ダムへの継承

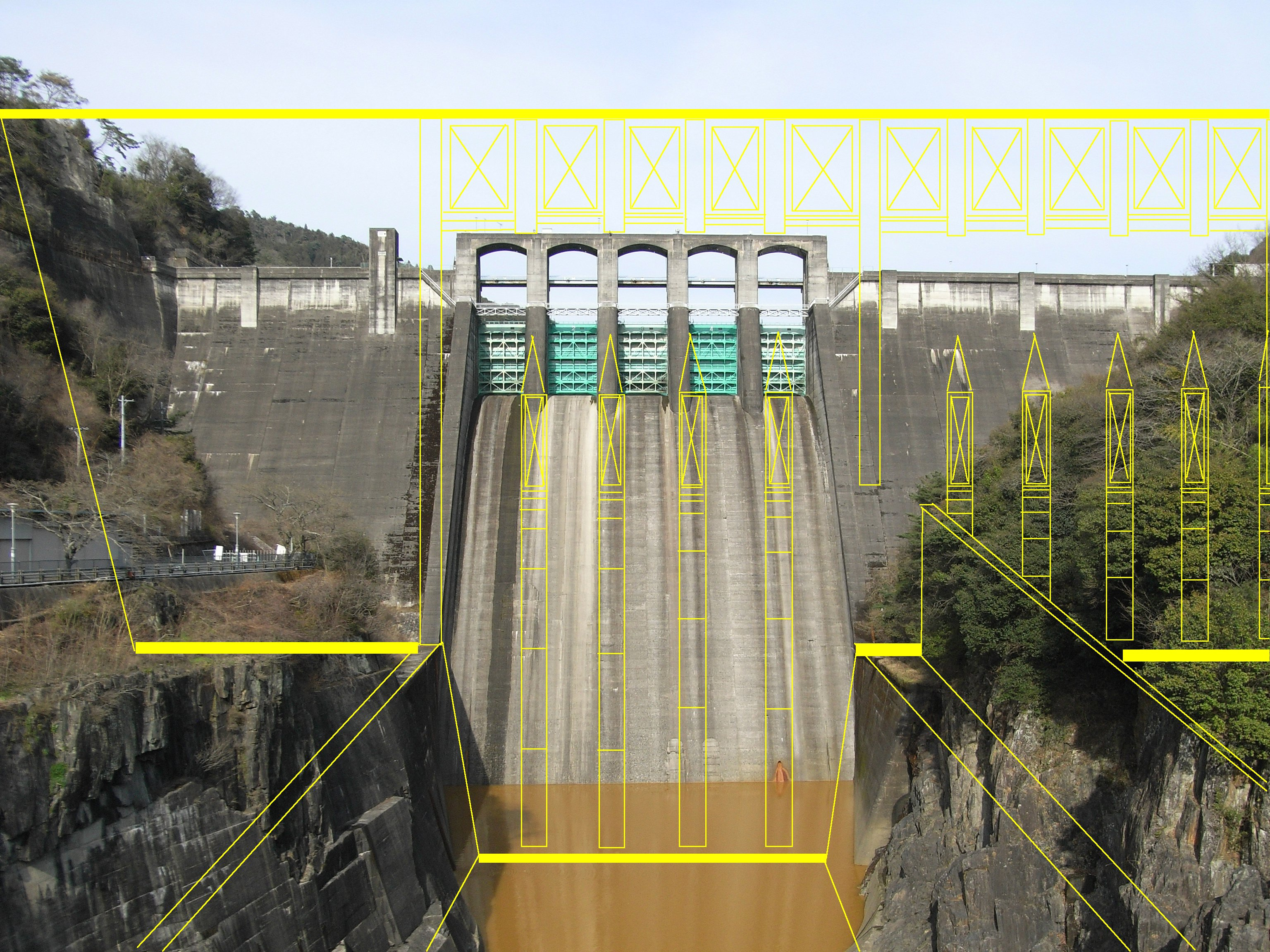
新丸山ダム完成予想図（ダム左岸の一部は省略）。

丸山ダムはダムの治水機能を強化するため、多目的ダムとして日本国内最大級のかさ上げを伴うダム再開発事業・新丸山ダムの建設事業を進めている。
1964年の河川法改定で木曽川は一級河川に指定され、同法第16条に基づき木曽川水系工事実施基本計画が策定された。この計画の目標は100年に1度の洪水に対処できる治水目標の達成であり、治水基準点・犬山における基本高水流量を毎秒1万6000立方メートルと総体計画から上方修正した。しかし計画高水流量は据え置き、差分の毎秒3,500立方メートルは丸山ダムなどの木曽川水系上流ダム群で洪水調節する目標とした。その上流ダム群の一環として計画されたのが丸山ダムのかさ上げで、1976年（昭和51年）4月に建設省によって予備調査を開始、1980年（昭和55年）4月に実施計画調査の段階に入り、丸山ダム再開発事業として調査事務所が開設された。
この間、1983年9月に発生した台風10号により木曽川流域は記録的豪雨が降り注ぎ、木曽川に過去最大の洪水をもたらした。丸山ダムでは計画高水流量毎秒6,600立方メートルを大きく超え、毎秒8,200立方メートルという木曽川では過去最大の洪水流量を記録。洪水調節機能が事実上喪失した丸山ダムは異常洪水時防災操作を余儀なくされた。美濃加茂市や加茂郡坂祝町で木曽川が氾濫し美濃加茂市役所を始め市の中心部が広範囲に浸水、死者・行方不明者5名、家屋被害4,588戸の大きな被害を出した。
水害で大きな被害を受けた美濃加茂市を始め可児市・坂祝町・可児郡兼山町の4市町は1985年（昭和60年）に「丸山ダム再開発事業促進連絡協議会」を結成してダムの早期建設を要望した。建設省は水害から3年後の1986年（昭和61年）4月に丸山ダム再開発事業の本格的な建設事業に着手し、1988年（昭和63年）には丸山ダム再開発事業は新丸山ダムと名称を変更した。
|            | 堤高    | 堤頂長  | 堤体積       | 総貯水容量     | 有効貯水容量  | 湛水面積 |
| ---------- | ------- | ------- | ------------ | -------------- | ------------- | -------- |
| 丸山ダム   | 98.2 m  | 260.0 m | 497,000 m3   | 79,520,000 m3  | 38,390,000 m3 | 263.0 ha |
| 新丸山ダム | 118.4 m | 340.6 m | 1,170,000 m3 | 131,350,000 m3 | 90,220,000 m3 | 368.0 ha |

新丸山ダムは上表のようにダムの高さを20.2メートルかさ上げし、総貯水容量を1億3135万立方メートルと大幅に拡大する。治水容量は丸山ダムの総貯水容量に匹敵する7,200万立方メートルとなり、1983年の台風10号に匹敵する洪水に対処する。また丸山ダムの目的には無かった流水の正常な機能の維持が目的に加わり、不特定容量1,500万立方メートルを確保することで1994年（平成6年）の平成6年渇水など渇水が頻発し流量が不安定になる木曽川の流量を一定に維持する。またこの不特定容量は洪水の危険が予測される場合、予め放流して治水容量に転用する予備放流を行い治水機能の強化を図る。水力発電については丸山発電所・新丸山発電所の最大出力をそれぞれ増加させ、両発電所合計で21万500キロワットとなる。特に丸山発電所については認可出力が14万3000キロワットとなり、木曽川水系最大の一般水力発電所となる。
建設に伴い32戸の住民が移転を余儀なくされ補償交渉が長期化したほか、2009年（平成21年）鳩山由紀夫内閣の国土交通大臣前原誠司による「新たな基準に沿った検証の対象とするダム事業を選定する考え方について」という大臣談話で開始されたダム事業再検証に新丸山ダムが対象となり、2010年（平成22年）9月から2013年（平成25年）7月まで再検証のため事業が凍結されるなど事業計画は錯綜した。最終的には「事業継続」となり、2021年（令和3年）に本体工事が起工した。完成年度は2029年（令和11年）度の予定であり、1980年に実施計画調査を開始してから49年という長期事業となった。新丸山ダムの完成により1943年の着工から86年、1956年の完成から73年の歴史を紡いできた丸山ダムは湖底に沈み、多目的ダムとしての役割を終える。

## 丸山蘇水湖

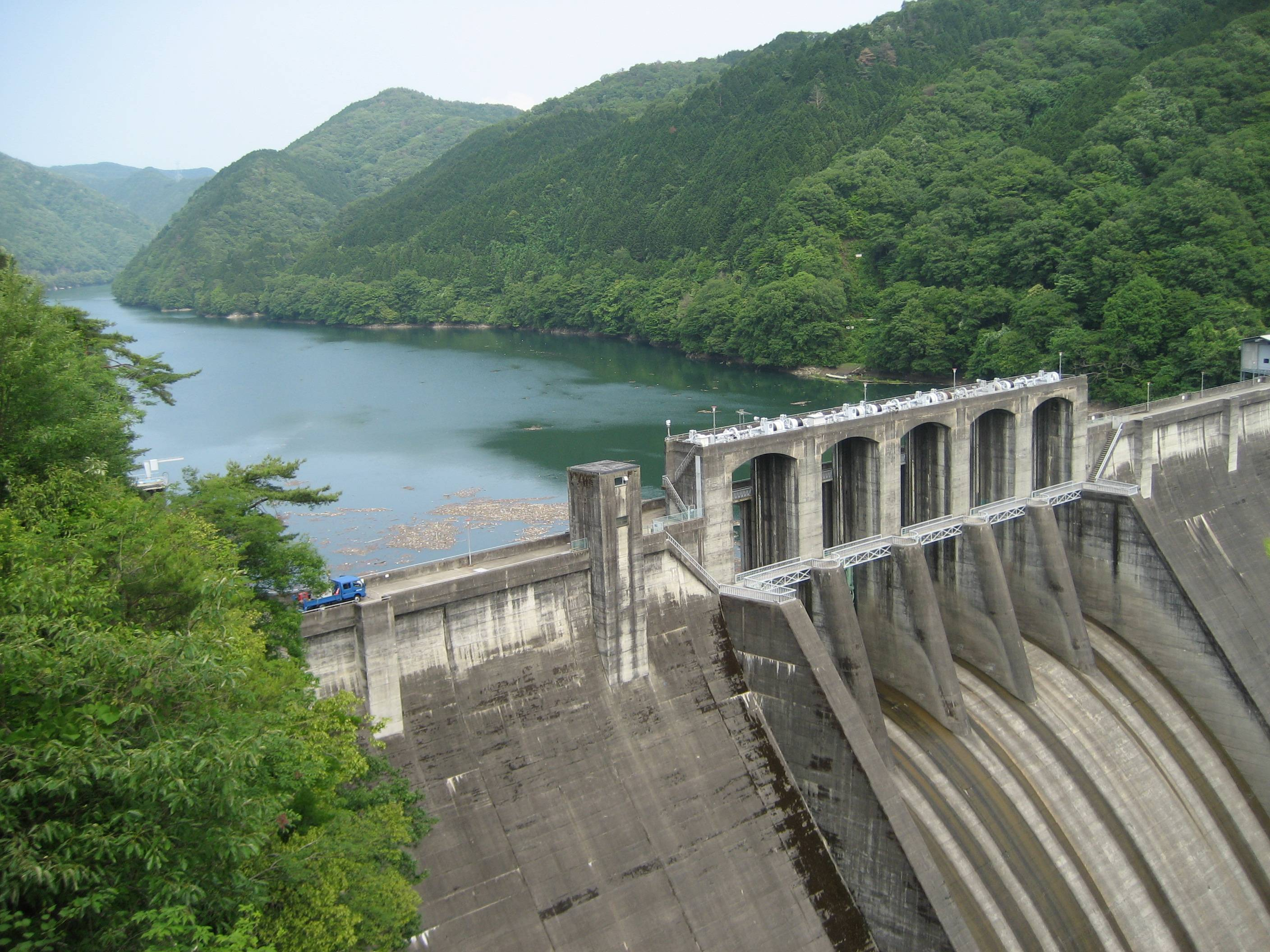
飛騨木曽川国定公園に指定されている丸山ダムと丸山蘇水湖。

丸山ダムによって形成された人造湖は蘇水峡にちなみ丸山蘇水湖と命名された。湖の名称は特定の人物や団体から命名されたのではなく、ダムが完成した1956年頃より自然発生的に呼ばれるようになった。1964年には下呂温泉・飛水峡・日本ライン・犬山城・蘇水峡などと共に丸山ダムと合わせて飛騨木曽川国定公園に指定された。
ダム建設前の木曽川は1932年に毎日新聞社が選定した「日本十二秘勝」の一つで七つ滝などの奇勝を形成していた深沢峡、木曽三川三十六景の一つ蘇水峡が笠置ダムより下流に存在していた。ダムの建設により深沢峡全域と蘇水峡の大部分が水没したが、一方で新たな景観が誕生した。建設前より遊覧船を蘇水峡で遊覧していた蘇水峡遊船組合は1956年7月より丸山蘇水湖遊船事業を開始、ダムと深沢峡の間を毎日3便運航していた。深沢峡の湖畔には「伊三松」という茶屋があり宿泊客や深沢峡で舟遊びをする客で賑わいバスも運行していたが、利用客の減少により遊船事業は廃止。茶屋「伊三松」も経営者の死去により1987年（昭和62年）閉店し、深沢峡は観光地としての役目を終えた。深沢峡には五月橋という赤い吊橋が架けられているが、新丸山ダムが完成すると水没する。
丸山蘇水湖の水質については木曽川の環境基準類型指定、河川A類型の指定を受けている。水質調査は毎月1回行われており深沢峡付近の流入点、丸山ダム付近の貯水池および丸山発電所放流口付近の三カ所で調査を行う。2018年（平成30年）では以下の水質結果が示された。平均値で環境基準を満足しているのは水素イオン濃度（pH）、生物化学的酸素要求量（BOD）、溶存酸素量（DO）、クロロフィルaであった。一方で浮遊物質量（SS）は平均値を満足しているが3月に環境基準値を超過、化学的酸素要求量（COD）は7月から8月にかけて基準値を超えた。富栄養化の目安である全窒素（T-N）と全リン（T-P）は3月と8月に環境基準値を上回った。最も数値が悪かったのは糞尿汚染の指標である大腸菌群数で、平均値は流入部と貯水池で基準値の2倍を示し、特に8月から9月にかけては観測三地点全てで基準値の約11倍から14倍の高い数値となった。
丸山蘇水湖に生息する魚類は2018年の調査で6目14科29種が確認されている。調査で確認された個体数で多かったのはアブラハヤ、カワヨシノボリ、ウグイ、オイカワ、サツキマス（アマゴ）の順であった。環境省による絶滅危惧種・準絶滅危惧種に指定されている重要種についてはサツキマスが最も個体数が多く確認され、アジメドジョウ、スナヤツメ類、ゼゼラが続いている。この他に個体数の少ない種としてニホンウナギ、ゲンゴロウブナ、イトモロコ、オオガタスジシマドジョウ、アカザ、カジカ、ドンコが確認されている。サツキマスについては陸封魚のアマゴとして生息しており、個体数の少ない種については人為的な放流によるものと推測されている。外来種では特定外来生物であるオオクチバスが最も多く確認され、生息域も拡大している。
漁業権は木曽川中流漁業協同組合が笠置ダム下流から兼山ダム上流までの区間を管理しており、丸山蘇水湖は湖に注ぐ支流を含め全域が管理区域となっている。しかし釣りに関する問題として、湖畔に河川管理者の許可を得ず不法に設置された釣り小屋の存在があり、多い時には90軒もの釣り小屋が不法に設置されていた。河川法において、河川管理者の許可を得ず継続して排他独占的に釣台や桟橋などを設置する行為は、同法第24条（土地の占用の許可）・第26条（工作物の新築等の許可）で禁止されており違反すると最高で懲役10年の刑罰を受ける可能性がある。国土交通省は2004年（平成16年）こうした不法に設置された釣り小屋90軒の撤去に乗り出し、一部については簡易代執行を行い不法釣り小屋を一掃した。
水上バイクの乗り入れについては禁止されていない。八百津町下立地区にある遊水広場から上流が航行可能区域である。ただし下立から上流の1.5キロメートルは一旦対岸の御嵩町側へ渡って遡上する徐行区間に設定されており、それより上流の深沢峡方面が通常の利用区間になる。なお、下立地区からダム本体区間までは航行が禁止されている。

## 観光
| 順位 | 所在地 | 水系   | 河川   | ダム       | 利用者数 | 事業者              |
| ---- | ------ | ------ | ------ | ---------- | -------- | ------------------- |
| 1    | 岐阜県 | 木曽川 | 阿木川 | 阿木川ダム | 153,893  | 水資源機構          |
| 2    | 岐阜県 | 木曽川 | 馬瀬川 | 岩屋ダム   | 121,200  | 水資源機構          |
| 3    | 岐阜県 | 庄内川 | 小里川 | 小里川ダム | 68,895   | 国土交通省          |
| 4    | 岐阜県 | 木曽川 | 木曽川 | 丸山ダム   | 60,801   | 国土交通省          |
| 5    | 岐阜県 | 木曽川 | 揖斐川 | 徳山ダム   | 54,941   | 水資源機構          |
| 6    | 愛知県 | 矢作川 | 矢作川 | 矢作ダム   | 40,466   | 国土交通省          |
| 7    | 岐阜県 | 木曽川 | 揖斐川 | 横山ダム   | 39,444   | 国土交通省          |
| 8    | 長野県 | 天竜川 | 三峰川 | 美和ダム   | 34,934   | 国土交通省          |
| 9    | 長野県 | 天竜川 | 小渋川 | 小渋ダム   | 30,743   | 国土交通省          |
| 10   | 愛知県 | 天竜川 | 大入川 | 新豊根ダム | 16,056   | 国土交通省 電源開発 |

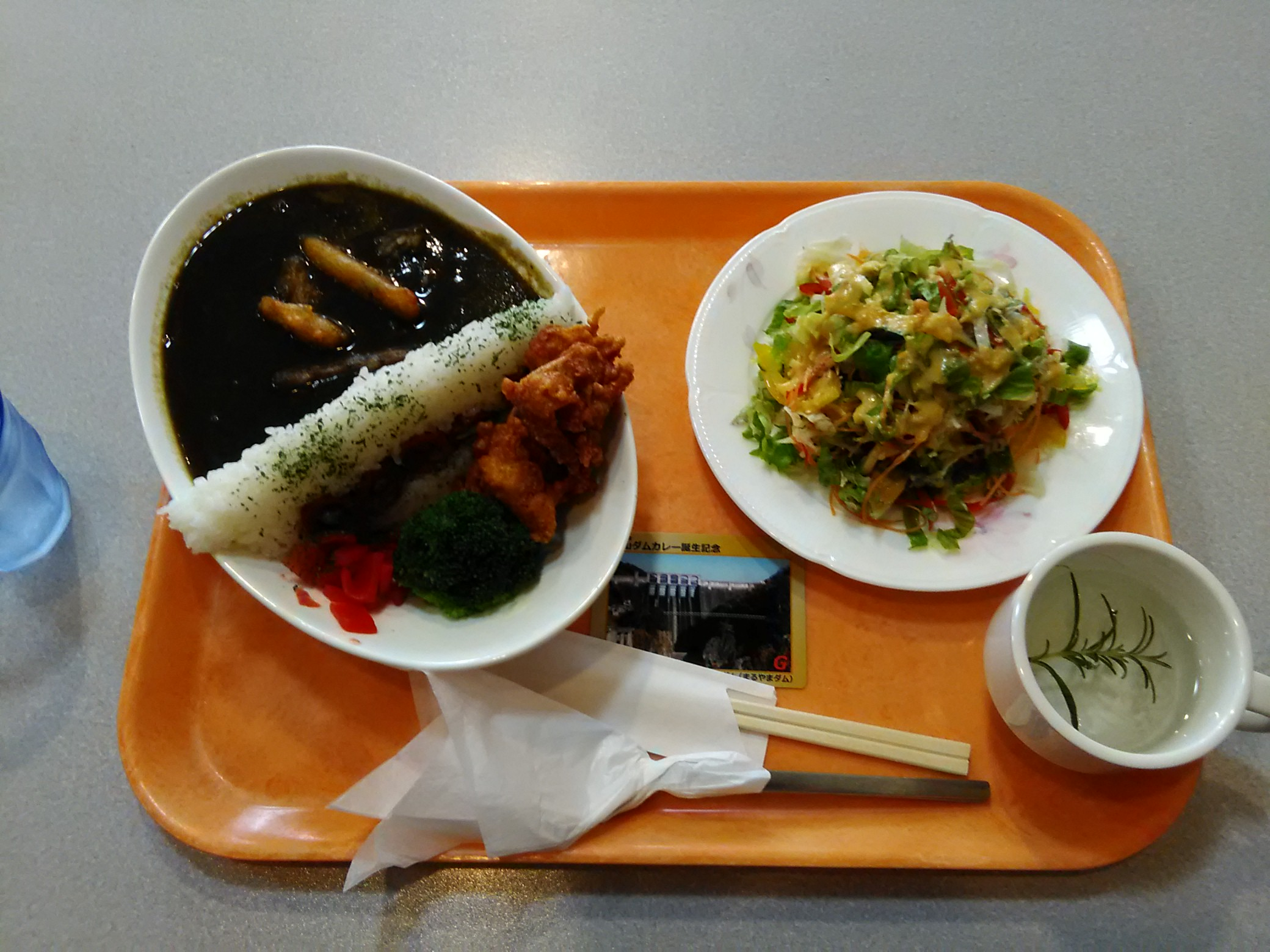
八百津町の飲食店で提供されている丸山ダムカレー。

丸山ダムは完成当時は観光地として先述の通り遊覧船も運行されていたが、遊覧船が廃止されるなど民間による観光地化は一時頓挫した。その一方で管理する側によるダムの観光地化が図られた。端緒となったのは1987年に発足した「森と湖に親しむ旬間」事業である。これはダム管理者である国土交通省・農林水産省・水資源機構・都道府県・市町村が主催し、普段立入の出来ないダム本体内部の一般開放やダム湖を利用したレクリエーションなどを行うことで国民に河川・ダム事業の啓蒙を図ることを狙いとして、毎年7月下旬に日本各地のダムで実施している。2007年（平成19年）にはダムカードが誕生し、さらにはインフラツーリズムの一環としてそれまでは一般人の立入が許されなかったダム工事現場の見学開放を国土交通省が積極的に実施するようになるなど、ダムを観光に活用する動きが広がっていった。
国土交通省による一般人へのダム積極開放政策の流れを受け、丸山ダムにおいても様々な施策が行われている。ダムの見学については地元小学校児童や高校、岐阜県内外の工業高校、大学工学部生徒・学生の社会科見学、高等学校教師の研修、自治体職員研修などのほかダムツーリズムのツアー客などがダム見学に訪れている。また予約制ではあるが個人での見学も受け付けている。この見学では普段立入の出来ないダム本体内の監査廊や天端のゲート巻き上げ機などを見学することができる。ただし放流中は見学できない。展望台はダム右岸に設置されていたが、新丸山ダム建設に伴い2021年に新丸山発電所下流の丸山大橋付近に慰霊碑と共に移転した。ダムカードは管理支所で丸山ダム・新丸山ダムのセットで配布されているが2019年（令和元年）には年間で1万枚が配布された。ドローンなどの無人航空機使用については事前許可が必要で、発電所施設や工事現場上空への飛行・撮影は禁止されている。
また、地元八百津町も丸山ダムを有効活用している。八百津町は新型コロナウイルス感染症による経済的な打撃を受けた八百津町の地域振興を図るため、地元蔵元2社が製造する日本酒をダムで貯蔵するという試みを始めた。ダム本体内の監査廊は気温が年間平均で18度と安定しており、特に夏場冷蔵する必要のある日本酒の貯蔵には最適な環境であった。このため国土交通省と八百津町、八百津町商工会、蔵元2社が協力して丸山ダムで熟成させた日本酒を新たな八百津町の特産品として販売する方針とした。貯蔵された日本酒は2021年12月に数量限定で発売された。こうした取り組みは富山県酒造組合加盟15社と関西電力・北陸電力が協力して、黒部ダムや有峰ダムなど5ダムで貯蔵した日本酒の販売が開始されたのを始め各地のダムで行われている。
八百津町では他にも町内2店舗の飲食店で丸山ダムカレーを提供し、菓子店では丸山ダムと新丸山ダムがプリントされた「八百津せんべい」が販売されている。八百津町のホームページには丸山ダムのイラストが画面左上に描かれているが、一方で左岸御嵩町では丸山ダムに関して特別活用する動きはない。
国土交通省が1991年（平成3年）から3年毎に実施しているダム湖利用実態調査では、国土交通省と水資源機構が管理しているダムについて、ダムやダム湖を利用する利用者動態を調査している。丸山ダムは2019年度の利用者数が延べ6万801名で、その内ダム本体への訪問者数は延べ2万4956名あった。しかし2000年（平成12年）の延べ10万8000名を最高にその後は利用者数の減少が続いている。ダム・ダム湖利用者の利用目的で多かったのは散策や野外活動、施設利用であり釣りは少なかった。施設利用はダム見学とダムカード収集が大半を占めた。利用者の満足度は「満足」「まあ満足」の合計が84パーセントと肯定的で、利用者の70パーセントがリピーターであった。

### アクセス

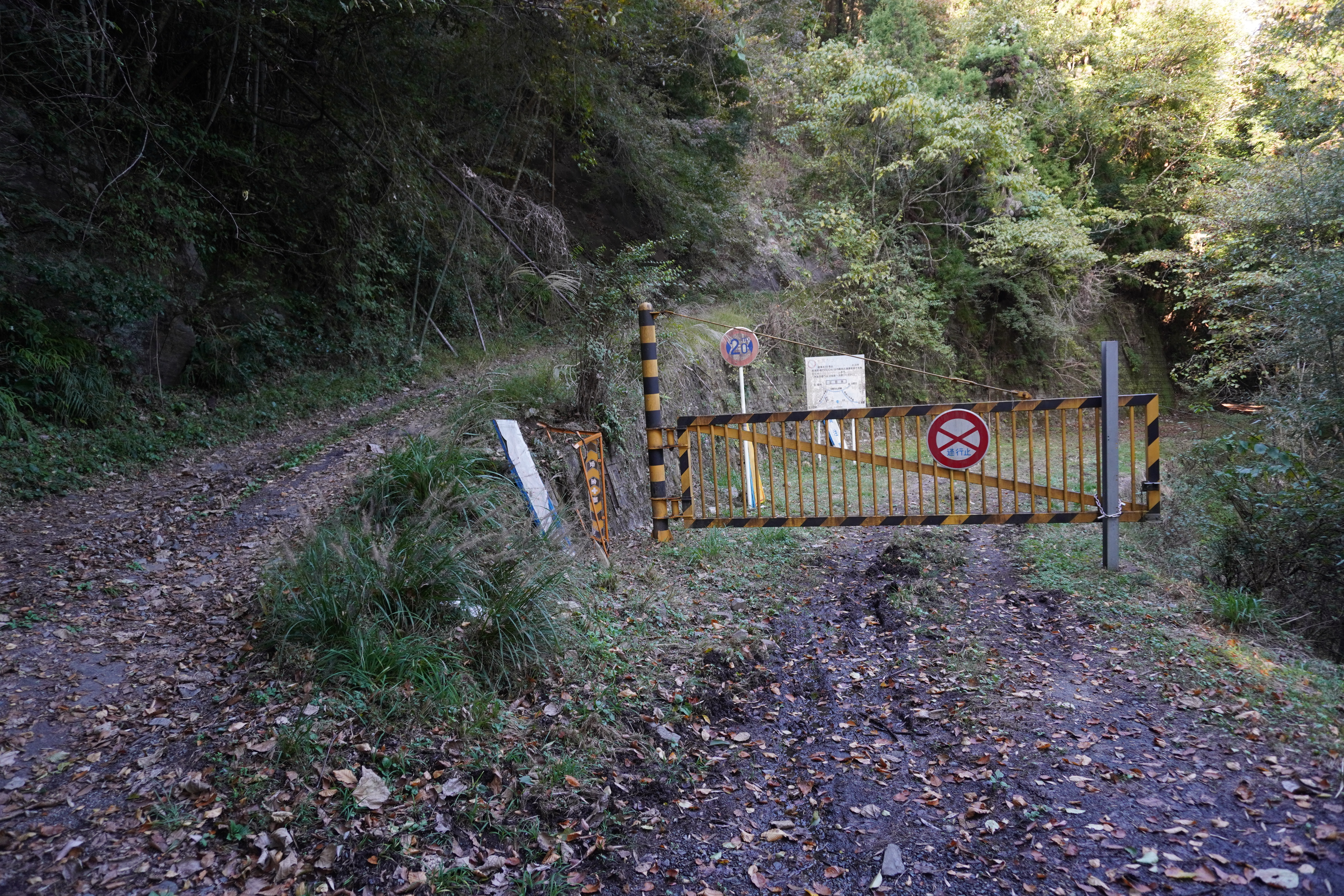
国道418号長期通行止め区間の八百津町側起点（右）。鉄柵で閉鎖され恵那市（笠置ダム）方面へは行けない。

丸山ダムへは公共交通機関では東海旅客鉄道高山本線美濃太田駅下車後東濃鉄道バス、または名鉄広見線明智駅下車後YAOバスに乗車し、八百津町ファミリーセンターで西部コミュニティバス（やおまる）に乗り換えて人道の丘公園南バス停下車後徒歩5分で到着する。車では東海環状自動車道美濃加茂インターチェンジ下車後国道418号を八百津方面に向かうか、同じく東海環状自動車道で可児御嵩インターチェンジ下車後国道21号バイパス経由で岐阜県道83号多治見白川線を八百津方面へ北上すれば到着する。
ダム周辺の道路は狭隘な幅員の道路が多く、すれ違いが困難な個所もある。特に丸山蘇水湖の湖畔を通る国道418号は通行が困難ないわゆる「酷道」である。丸山ダムから水上バイク乗り場のある八百津町下立までは通行可能だが、下立より先の八百津町南戸から潮南までの二股トンネルを含む区間は路肩崩壊により2007年から通行止めが続き、八百津町道十日神楽線の交差点から笠置ダム間は廃道状態となっている。この区間は通行止め前から最大幅2メートル以上の車両通行が禁止される規制が課される道路であったが、通行止め以降は両側入口に鉄柵が設置され、歩行者を含め通行は出来ない（写真参照）。特に鉄柵の規制区間内にある深沢峡については国道418号だけでなく、深沢峡へ向かうもう一つのルートである岐阜県道352号大西瑞浪線も災害通行止めとなっており、全く向かうことはできず瑞浪市観光協会も行くことは危険であると呼びかけている。恵那市方面からは笠置ダム手前から県道を大きく北へ迂回し、国道418号丸山バイパスを西へ向かうことになる。